# Der unglaubliche Hulk (2008)

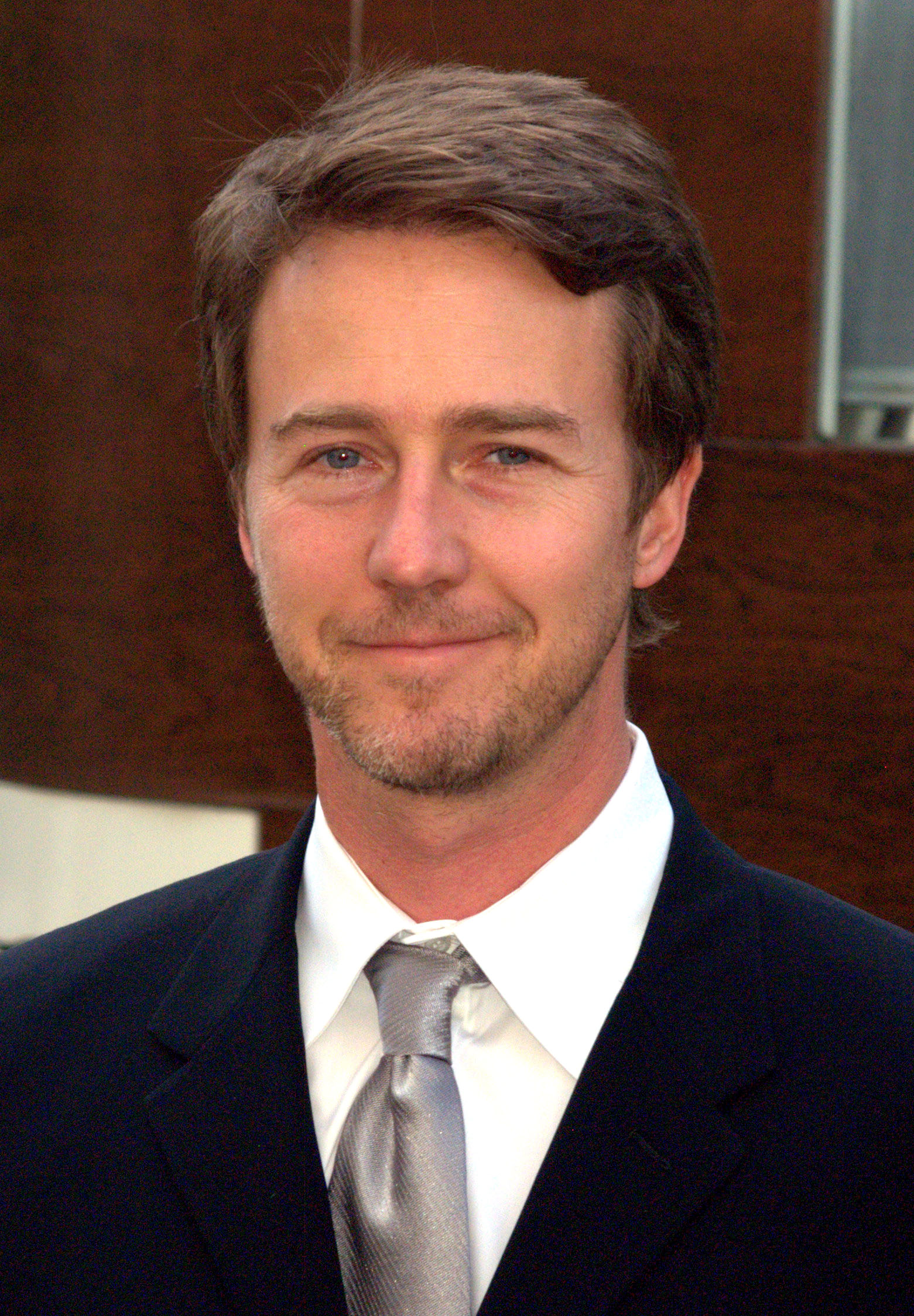
Hauptdarsteller Edward Norton war auch am Drehbuch beteiligt und führte bei einigen Szenen Regie.

Der unglaubliche Hulk (Originaltitel: The Incredible Hulk) ist ein US-amerikanischer Action- und Science-Fiction-Spielfilm aus dem Jahr 2008, der als Comicverfilmung auf der Superhelden-Comicfigur Hulk des Verlages Marvel basiert. Regie führte Louis Leterrier, die Hauptrolle spielt Edward Norton. In den Vereinigten Staaten war Universal Studios für den Verleih zuständig, in Deutschland Concorde. Der offizielle Filmstart erfolgte in den Staaten am 13. Juni 2008, in Deutschland am 10. Juli.
Der unglaubliche Hulk ist keine Fortsetzung des Films Hulk aus dem Jahr 2003, der auf derselben Comicfigur basiert, sondern stellt, trotz handlungstechnischer Parallelen, einen Neuanfang dar. Genau wie der einen Monat vorher veröffentlichte Film Iron Man wurde Der unglaubliche Hulk direkt in Eigenfinanzierung von der zu Marvel gehörenden Produktionsgesellschaft Marvel Studios produziert. Beide Filme sind zudem Teil des gemeinsamen „Marvel Cinematic Universe“.
Die Kritiken fielen gemischt aus, auch im direkten Vergleich zu Hulk gingen die Meinungen weit auseinander. An den Kinokassen spielte Der unglaubliche Hulk weltweit über 263 Millionen US-Dollar ein, was knapp dem doppelten Budget entspricht. Es ist damit nach The Marvels der am wenigsten erfolgreiche Film der erfolgreichsten Filmreihe überhaupt.

## Handlung
In schnellen Rückblenden zu Beginn des Films wird gezeigt, wie der Wissenschaftler Bruce Banner im Rahmen einer Versuchsreihe mit Gammastrahlen behandelt wird, woraufhin er sich in ein instinktgesteuertes grünes Wesen mit übermenschlichen Kräften verwandelt und das Versuchslabor verwüstet. Dabei werden auch seine Freundin und Kollegin Betty Ross und ihr Vater, General Thaddeus „Thunderbolt“ Ross, verletzt. Als Bruce Betty im Krankenhaus besuchen will, stellt sich ihm Ross in den Weg. Bruce flieht und wird während der nächsten Jahre von Ross gejagt. Dabei verwandelt er sich immer wieder in das grüne Ungeheuer.
Die eigentliche Filmhandlung setzt einige Jahre nach Banners ursprünglicher Verwandlung ein. Bruce ist auf seiner Flucht vor dem amerikanischen Militär bis nach Rocinha in Brasilien gelangt und verdient dort seinen Lebensunterhalt als Hilfsarbeiter in einem Getränkeabfüllbetrieb. Mit der Hilfe eines Mannes, den er nur als „Mr. Blue“ kennt und mit dem er über das Internet kommuniziert, sucht er ein mögliches Heilmittel für seinen Zustand, erleidet jedoch einen Misserfolg nach dem anderen. Infolge eines harmlosen Arbeitsunfalls gelangen eines Tages einige Tropfen seines Blutes in eine Flasche, die abgefüllt und in die USA geliefert wird. Dort trinkt ein Rentner den Inhalt und bricht aufgrund der Verstrahlung zusammen.
Dieser Vorfall erweckt die Aufmerksamkeit von General Ross, der die Herkunft der Flasche nach Brasilien zurückverfolgt. Innerhalb kürzester Zeit stellt er eine Spezialeinheit zusammen, der auch Emil Blonsky, der in den Diensten der britischen Royal Marines steht, angehört. Bevor es den Soldaten gelingt, Banner zu betäuben, wird dieser jedoch auf sie aufmerksam und flieht. Dabei stößt er mit einem seiner Kollegen aus der Flaschenfabrik zusammen, mit dem er bereits zuvor in Konflikt geraten war. Nunmehr auf der Flucht sowohl vor dem Militär als auch seinem rachsüchtigen Kollegen und dessen Freunden flieht er in die Flaschenfabrik. Dort wird Bruce schließlich von seinem Kollegen gestellt und zusammengeschlagen, verwandelt sich jedoch wieder in das grüne Ungeheuer und verprügelt nicht nur seine Angreifer, sondern auch die mittlerweile eingetroffenen Soldaten. Nachdem das Wesen die Fabrik verwüstet hat, flieht es, jedoch nicht, bevor Blonsky es zu Gesicht bekommen hat.
Am nächsten Morgen wacht Bruce in Guatemala auf und beschließt, in die USA zurückzukehren. In der Zwischenzeit klärt Ross Blonsky über die Hintergründe von Banners Forschung auf: Tatsächlich ging es dabei um eine Neuauflage eines geheimen Forschungsprogrammes aus der Zeit des Zweiten Weltkriegs, bei dem mittels biotechnischer Verbesserung eine Art „Supersoldat“ erschaffen werden sollte. Da Banner nicht wollte, dass Ross seine Forschungen nutzt, um daraus eine Waffe zu entwickeln, war er geflohen. Ross verfügt jedoch noch über eine Probe des von ihm entwickelten Serums, und Blonsky erklärt sich bereit, sich damit behandeln zu lassen.
Bruce ist derweil an der Culver University im US-Bundesstaat Virginia angekommen, an der einst das Experiment stattgefunden hatte, das ihn in das grüne Ungeheuer verwandelte. Bruce beabsichtigt, Betty Ross aufzusuchen, jedoch hat diese bereits einen neuen Lebensgefährten, den Psychiater Leonard Samson. Daher sucht er seinen alten Freund, den Restaurantbesitzer Stanley, auf, der ihm einen Schlafplatz zur Verfügung stellt und ihm dabei hilft, sich unerkannt Zugang zur Universität zu verschaffen. Dort versucht Bruce, Zugriff auf seine alten Forschungsunterlagen zu bekommen, muss jedoch feststellen, dass sämtliche Daten gelöscht worden sind. Enttäuscht will er die Stadt wieder verlassen, doch als er sich von Stanley verabschieden will, unterhält sich dieser gerade mit Betty Ross und Leonard Samson. Bruce ergreift die Flucht, wird jedoch von Betty eingeholt, die ihn gesehen hat. Nach einer Unterredung lässt sie ihn in ihrer Wohnung übernachten. Zudem übergibt sie ihm einen USB-Speicherstick mit einer Kopie der Forschungsunterlagen.
Als Betty Bruce am nächsten Tag zur Bushaltestelle begleiten will, bemerkt Bruce, dass sich Soldaten in der Umgebung in Stellung bringen. Er ergreift die Flucht und schluckt den Speicherstick herunter, wird jedoch letztlich von den Soldaten auf dem Universitätsgelände in die Enge getrieben. Daraufhin verwandelt er sich wieder in den Hulk und greift die Soldaten an. Zwei auf Humvees montierte Schallkanonen setzen dem Hulk zu, doch letztlich gelingt es ihm, die Kanonen zu zerstören. Blonsky, mittlerweile mit dem Serum behandelt, stellt sich dem Ungeheuer entgegen. Trotz seiner übermenschlichen Stärke und Schnelligkeit wird er vom Hulk gegen einen Baum geschleudert. Als ein Kampfhubschrauber angreift, stellt sich der Hulk schützend vor Betty und bringt den Hubschrauber zum Absturz. Anschließend ergreift er mit der bewusstlosen Betty die Flucht.
Obwohl sich Blonsky zahlreiche Knochenbrüche zugezogen hat, heilen seine Verletzungen innerhalb kürzester Zeit. In der Erwartung eines Rückkampfes erklärt sich Blonsky zu einer weiteren Behandlung mit dem Serum bereit. Derweil wacht Betty in einer Grotte auf und erkennt, dass das Ungeheuer ihr gegenüber keine feindlichen Absichten hegt. Am nächsten Morgen hat sich das Wesen wieder in Bruce Banner verwandelt. Nachdem er den Speicherstick erbrochen hat, beschließt er, sich nach New York City zu begeben, um den geheimnisvollen „Mr. Blue“ aufzusuchen. Infolge der Kontaktaufnahme gelingt es dem Militär jedoch, Banners Zielort zu bestimmen.
Nach einer hindernisreichen Fahrt erreichen Bruce und Betty das Grayburn College, wo sie auf Dr. Samuel Sterns alias „Mr. Blue“ treffen. Sterns hat auf Grundlage einer Blutprobe, die Bruce ihm zugeschickt hatte, ein Serum entwickelt, von dem er glaubt, es könne Banner von der Gammaverstrahlung in seinem Blut heilen. Nachdem er bei Banner eine Verwandlung in den Hulk ausgelöst hat, verabreicht er ihm das Serum, und tatsächlich verwandelt sich der Hulk in Bruce Banner zurück. Daraufhin muss Bruce jedoch erkennen, dass Sterns mit Hilfe der Blutprobe Tierversuche durchgeführt hat und plant, sein gammaverstrahltes Blut zur Entwicklung von Heilmitteln für verschiedene Krankheiten zu nutzen. Bevor er Sterns diese Idee ausreden kann, trifft ihn ein Scharfschütze mit einem Betäubungspfeil. Als Blonsky entgegen der Anweisung von General Ross Banner direkt konfrontiert, verwandelt sich dieser nicht in den Hulk.
Während Ross Banner in Gewahrsam nimmt und gemeinsam mit ihm und seiner Tochter in einem Militärhubschrauber davonfliegt, zwingt Blonsky Sterns dazu, ihn auf dieselbe Art zu behandeln wie Banner. Daraufhin verwandelt er sich in ein noch monströseres Wesen als der Hulk und verwüstet den New Yorker Stadtteil Harlem. Blonsky, der nach wie vor bei vollem Verstand ist, erweist sich gegenüber den Soldaten, die sich ihm in den Weg stellen, als überlegen und fordert einen „richtigen Kampf“. Als Ross von Blonskys Amoklauf erfährt, erklärt sich Bruce bereit zu versuchen, Blonsky aufzuhalten. Zwar könne er den Hulk nicht kontrollieren, doch möglicherweise zumindest „zielgerichtet einsetzen“. Daraufhin lässt er sich aus dem Hubschrauber fallen. Obwohl er sich beim Aufprall nicht in den Hulk verwandelt, überlebt er den Absturz und entsteigt der Erde als Hulk, um sich Blonsky entgegenzustellen.
Im Verlauf des Kampfes lässt General Ross dem Hulk Unterstützungsfeuer zukommen, doch Blonsky bringt den Hubschrauber mit Ross und seiner Tochter Betty an Bord zum Absturz. Aus Sorge um Betty gelingt es dem Hulk schließlich, unter Aufwand all seiner Kräfte Blonsky zu besiegen, doch Betty hält ihn davon ab, seinen Gegner zu töten. Daraufhin flieht der Hulk, und General Ross lässt ihn entkommen.
Bruce findet Zuflucht in British Columbia, Kanada, wo er diesmal nicht länger versucht, seine Wut im Griff zu halten – stattdessen versucht er nun, sich kontrolliert in den Hulk zu verwandeln.
In der letzten Szene des Films befindet sich General Ross in einer Bar und betrinkt sich, als er von Tony Stark (bekannt aus Iron Man) aufgesucht wird, der ihm von der geplanten Zusammenstellung eines Teams berichtet.

## Wichtige Figuren

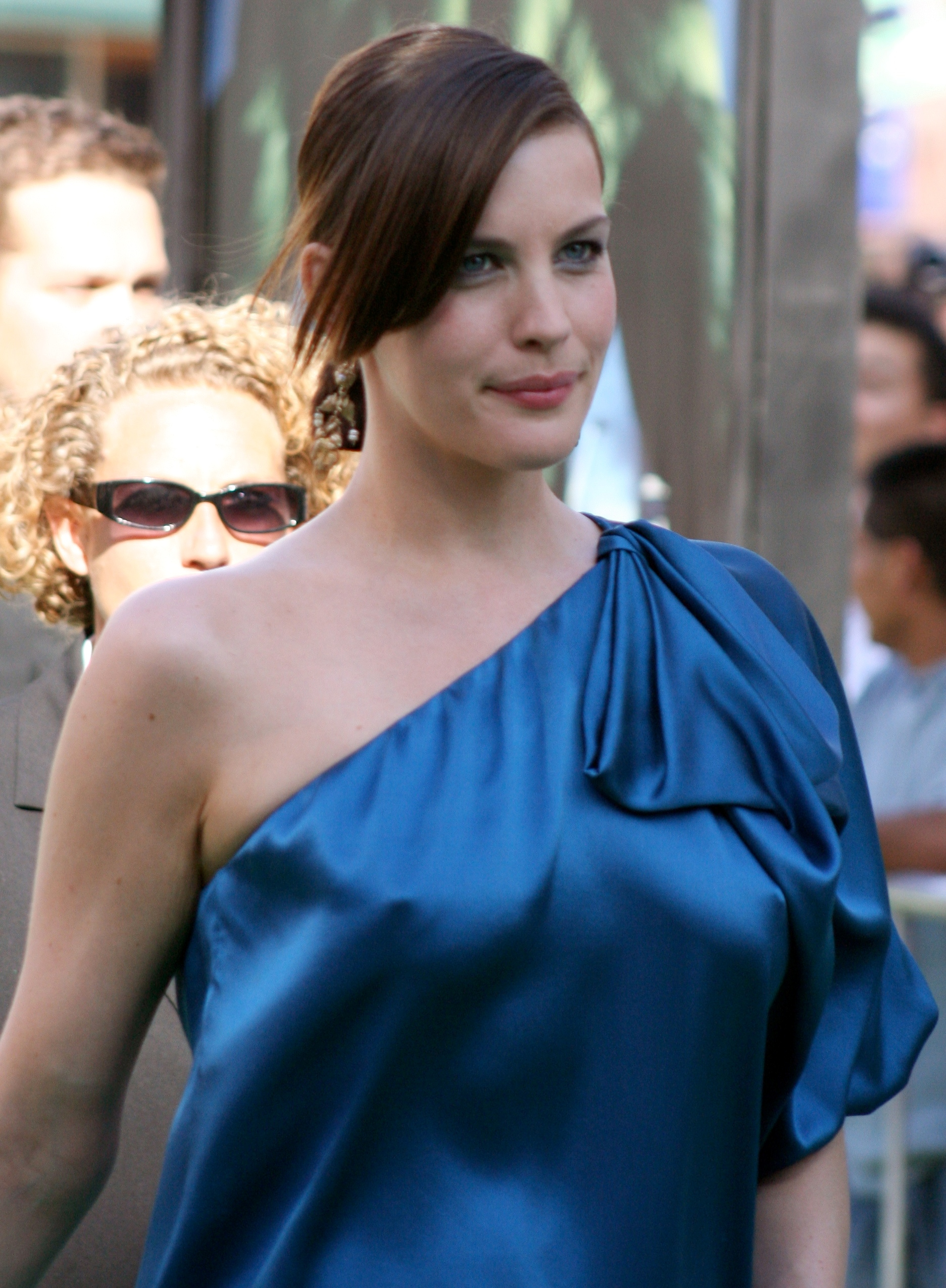
Liv Tyler, Darstellerin der Betty Ross, auf der Filmpremiere von Der unglaubliche Hulk.

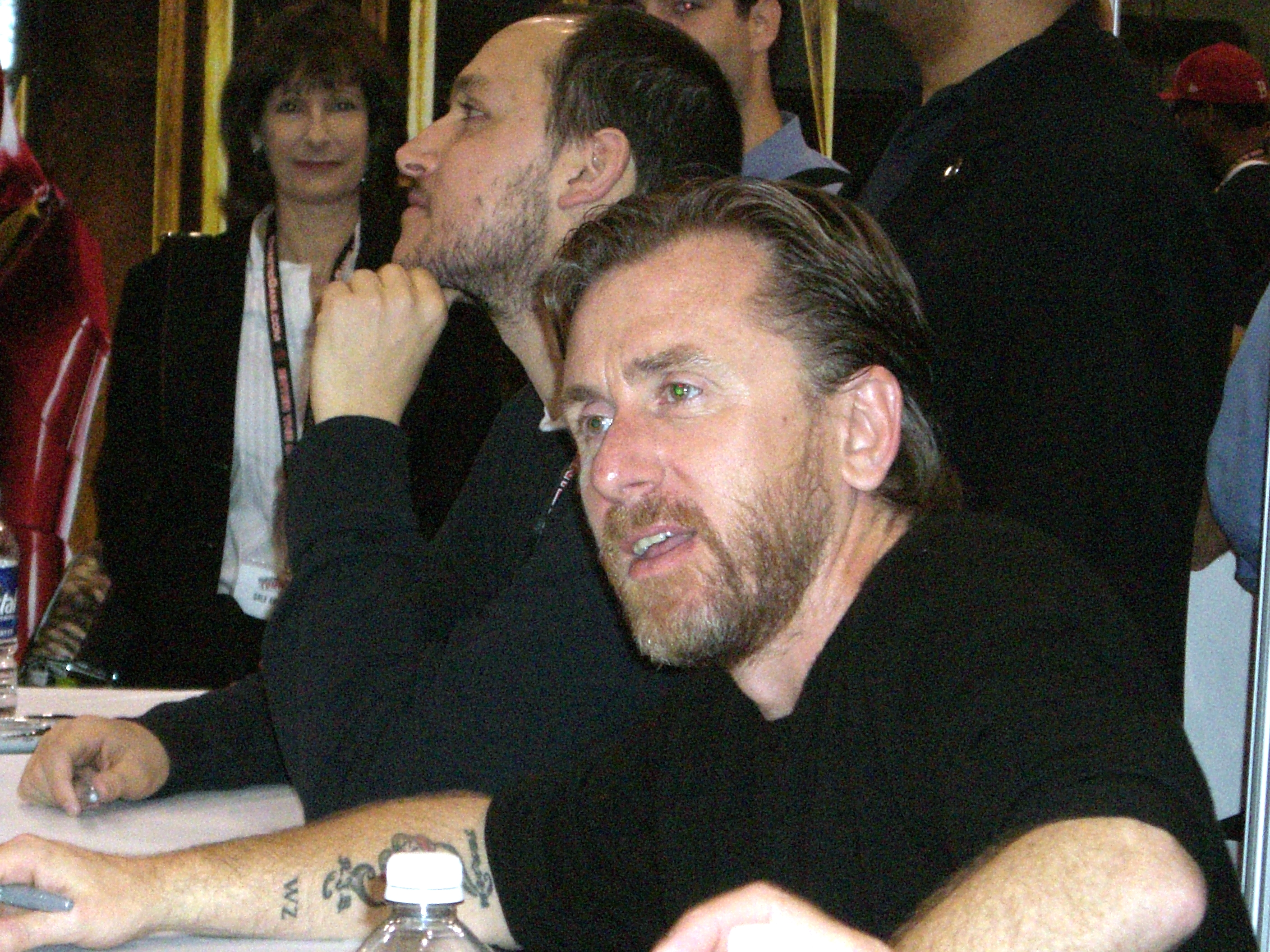
Tim Roth, Darsteller des Emil Blonsky, und Regisseur Louis Leterrier auf der New York Comic Con 2008.

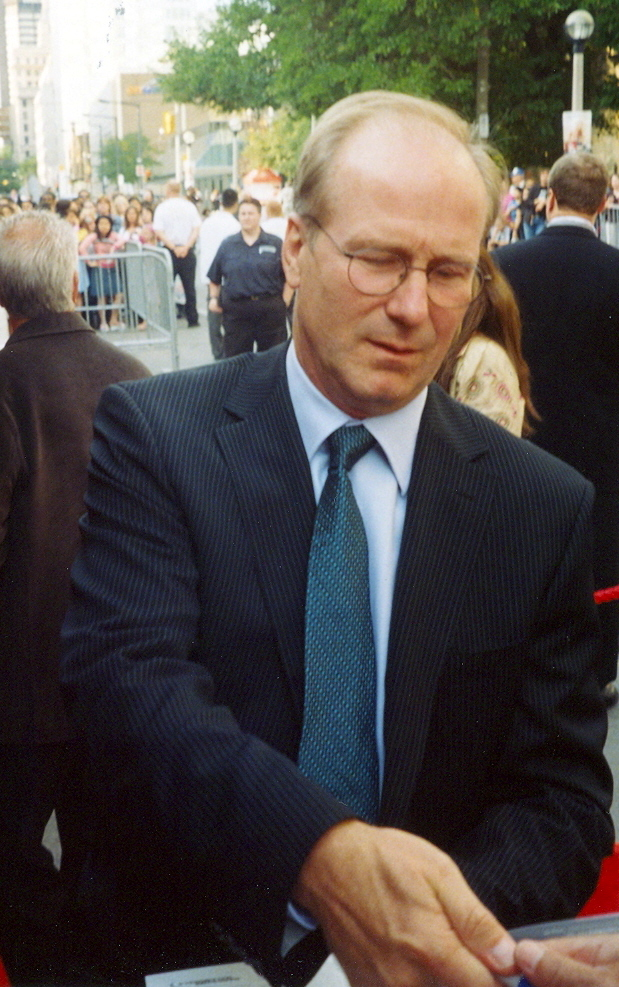
William Hurt trägt im Film eine Perücke und einen Schnurrbart, um seinem Comic-Vorbild als General Ross ähnlicher zu sehen.

Der Hulk / Dr. Bruce Banner (Edward Norton, Hulk-Stimme von Lou Ferrigno) war ursprünglich Wissenschaftler an der (fiktiven) Culver University im US-Bundesstaat Virginia. Vor einigen Jahren arbeitete er im Auftrag des amerikanischen Militärs an der Entwicklung einer Methode, die Körperkraft von Menschen zu steigern. Dazu unterzog er sich einem Selbstversuch und wurde zu diesem Zweck mit Gammastrahlung behandelt. Das Experiment verwandelte ihn jedoch in ein übermenschlich starkes, instinktgesteuertes grünes Wesen, das daraufhin das Labor verwüstete. Seither befindet sich Bruce auf der Flucht vor dem Militär, das sein gammaverstrahltes Blut nutzen möchte, um damit weitere Experimente durchzuführen. Bruce versucht zu lernen, seine Emotionen unter Kontrolle zu halten, da er sich bei erhöhtem Puls – ausgelöst etwa durch Wut, Angst oder Aufregung – jederzeit wieder in das grüne Ungetüm verwandeln kann. Zudem versucht er, ein Heilmittel für die Verstrahlung seiner Blutzellen zu finden. Zu Beginn des Films versteckt sich Banner in Brasilien und arbeitet dort in einer Fabrik für Flaschenabfüllung, wird jedoch schließlich vom amerikanischen Militär aufgespürt und verwandelt sich infolge der Konfrontation erneut in das grüne Wesen. Daraufhin kehrt er in die USA zurück und sucht seine einstige Kollegin, Betty Ross, auf. Nachdem er von dieser seine ursprünglichen Forschungsunterlagen erhalten hat, wird er abermals vom Militär gestellt und verwandelt sich wieder in das grüne Wesen, das von den Medien auf den Namen „Hulk“ (deutsch: „Koloss“) getauft wird. Bruce und Betty begeben sich nach New York City und ersuchen dort die Hilfe von Samuel Sterns, mit dem Banner zuvor via Internet kommuniziert hatte. Sterns verabreicht Banner ein mögliches Heilmittel, das er entwickelt hat, doch er ist nicht sicher, ob die Wirkung dauerhaft oder nur vorübergehend ist. Daraufhin wird Bruce vom Militär gefangen genommen, doch Emil Blonsky, einer der Soldaten, lässt sich von Sterns Banners Blut verabreichen und verwandelt sich in ein noch monströseres Ungetüm. Banner beschließt daraufhin, sich als Hulk Blonsky entgegenzustellen, und nach einem erbitterten Kampf gelingt es dem Hulk schließlich, Blonsky zu bezwingen. Daraufhin flieht der Hulk vor dem Militär. Am Ende des Films findet Bruce Zuflucht in British Columbia, Kanada, und versucht nunmehr, den Hulk nicht länger zu unterdrücken, sondern sich bewusst in diesen zu verwandeln und ihn möglicherweise sogar zu kontrollieren.
Dr. Elizabeth „Betty“ Ross (Liv Tyler) ist die Tochter von General Ross, eine Zellbiologin und frühere Kollegin von Bruce Banner. Betty war an dem Experiment beteiligt, das Banners Verwandlung in den Hulk zur Folge hatte, und wurde von diesem verletzt. Mit ihrem Vater, der im Anschluss Jagd auf Banner machte, hatte sie zu Beginn der Filmhandlung mehrere Jahre lang keinen Kontakt. Da Bruce sie aufgrund seines Zustandes verlassen hatte, ging sie eine Beziehung mit dem Psychiater Dr. Leonard Samson ein, doch als Bruce in ihr Leben zurückkehrt und sie um Hilfe bittet, erklärt sie sich sogleich dazu bereit. Als das Militär unter dem Kommando ihres Vaters Bruce angreift, wird sie erstmals Zeuge von dessen Verwandlung in den Hulk, doch zeigt das sonst aggressiv agierende Wesen ihr gegenüber einen Beschützerinstinkt und behandelt sie nach erfolgreicher Flucht sehr behutsam. Nach seiner Rückverwandlung in Banner sucht dieser gemeinsam mit Betty den Zellbiologen Samuel Sterns in New York City auf, der Bruce mit Bettys Hilfe ein mögliches Heilmittel verabreicht. Nachdem das Militär Bruce gefangen genommen und der Soldat Emil Blonsky sich infolge der Verabreichung von Banners Blut ebenfalls in ein grünes Ungetüm verwandelt hat und beginnt, den New Yorker Stadtteil Harlem zu verwüsten, lässt sich Banner nach einem Kuss mit Betty aus dem Militärhubschrauber, in dem sich die beiden befinden, fallen und kämpft als Hulk gegen Blonsky. Während des Kampfes bringt Blonsky den Hubschrauber zum Absturz und droht, Betty zu töten, doch aus Sorge um sie gelingt es dem Hulk schließlich, unter Aufwendung all seiner Kräfte Blonsky zu besiegen. Betty hält den Hulk jedoch davon ab, Blonsky zu töten.
Emil Blonsky (Tim Roth) wurde in Russland geboren, wuchs jedoch in England auf und steht in den Diensten der Royal Marines. Als Teil des SOCOM-Einsatzkommandos, das mit der Gefangennahme Bruce Banners beauftragt wurde, wird er Zeuge von Banners Verwandlung in den Hulk. Daraufhin überredet er seinen Vorgesetzten, General Ross, ihm ein im Auftrag von Ross entwickeltes Serum zu verabreichen, das ihm tatsächlich übermenschliche Körperkräfte und Geschwindigkeit verleiht. Regisseur Louis Leterrier beschreibt Blonsky als einen Soldaten, der mit 39 Jahren am Ende seiner aktiven Karriere steht und sich weigert, sich auf einen Schreibtischposten befördern zu lassen, da er das Schlachtfeld als sein Leben betrachtet und nach einem „würdigen Gegner“ sucht, den er im Hulk gefunden zu haben glaubt. Nachdem Blonsky im Kampf mit dem Hulk schwer verletzt wurde, heilen seine Verletzungen innerhalb kürzester Zeit, woraufhin er sich einer weiteren Behandlung mit dem Serum unterzieht. Nach erfolgreicher Gefangennahme Banners lässt sich Blonsky von Samuel Sterns, der mit Banners Blut experimentiert hat, selbiges verabreichen, woraufhin er sich in ein noch monströseres Wesen als den Hulk verwandelt, jedoch im Gegensatz zu letzterem bei vollem Verstand bleibt. Blonsky verwüstet daraufhin den New Yorker Stadtteil Harlem, überwältigt das Militär, das sich ihm entgegenstellt, und fordert einen „richtigen Kampf“. Daraufhin stellt sich ihm Banner als Hulk entgegen, dem es nach einem langen, brutalen Kampf schließlich gelingt, Blonsky zu besiegen.
General Thaddeus „Thunderbolt“ Ross (William Hurt) ist Bettys Vater. Im Dienste der US Army gab er vor einigen Jahren eine Neuauflage eines Projektes aus der Zeit des Zweiten Weltkriegs in Auftrag, bei dem die Körperkräfte von Soldaten verstärkt werden sollten. Nachdem sich Bruce Banner, einer der Wissenschaftler des neuen Projekts, infolge eines Selbstversuchs mit Gammastrahlung in den Hulk verwandelt hatte, machte Ross Jagd auf ihn, um Banners verstrahltes Blut für sein Projekt zu nutzen. Die Jagd auf Banner führte jedoch zum Zerwürfnis zwischen Ross und seiner Tochter Betty. Regisseur Louis Leterrier vergleicht die Zielstrebigkeit von Ross mit der des Captain Ahab aus Moby-Dick. Um Banner gefangen zu nehmen, erklärt sich Ross bereit, dem Soldaten Emil Blonsky, der sich angesichts des Hulk als furchtlos erwiesen hatte, das von ihm entwickelte Serum zu verabreichen. Nachdem sich Blonsky jedoch im Anschluss an Banners Festnahme Banners Blut hat verabreichen lassen und daraufhin in ein noch monströseres Wesen verwandelt hat, ist es ausgerechnet Banner, der sich als Hulk dem Amoklauf Blonskys entgegenstellt. Ross, der seinen Fehler erkennt, lässt dem Hulk gar Unterstützungsfeuer zukommen, und nachdem der Hulk Blonsky schließlich bezwungen hat, lässt Ross ihn entkommen. Am Ende des Films betrinkt sich Ross in einer Bar, als er vom Industriellen Tony Stark (alias Iron Man) aufgesucht wird, der ihm von der geplanten Zusammenstellung eines Teams berichtet. Der Vorname „Thaddeus“ wird zwar im Film nicht genannt, ist jedoch auf einem Computerbildschirm zu Beginn zu lesen.
Dr. Leonard Samson (Ty Burrell) ist ein Psychiater und der Lebensgefährte von Betty Ross. Als Bruce Banner in Bettys Leben zurückkehrt, informiert er aus Sorge um sie ihren Vater, General Ross. Als bei dessen Versuch, Banner festzunehmen, jedoch Betty in Lebensgefahr gerät und ausgerechnet Banner als Hulk ihr Leben rettet, erkennt Samson, dass er sich möglicherweise in Ross getäuscht hat und dieser die viel größere Gefahr für Betty darstellt. Samsons Motivation, General Ross über Banners Auftauchen zu informieren, wird im fertigen Film kaum erklärt und begründet sich aus einer Unterhaltung zwischen ihm und Banner, die in der endgültigen Schnittfassung des Films fehlt, jedoch im Bonusmaterial der DVD- und Blu-ray-Fassung des Films enthalten ist.
Dr. Samuel Sterns (Tim Blake Nelson) ist ein Zellbiologe, der am (fiktiven) Grayburn College in New York City arbeitet und zunächst unter dem Pseudonym „Mr. Blue“ mit Bruce Banner über das Internet kommuniziert und versucht, diesem dabei zu helfen, ein Heilmittel für dessen Zustand zu finden. Nachdem ihm Bruce eine Blutprobe zugeschickt hat, führt Sterns jedoch ohne Banners Zustimmung Tierversuche durch, in der Absicht, ein Heilmittel für verschiedene Krankheiten zu entwickeln. Als Banner ihn schließlich persönlich aufsucht, verabreicht Sterns ihm ein mögliches Heilmittel für dessen Zustand. Nachdem Banner jedoch vom Militär festgenommen wurde, zwingt Emil Blonsky den kooperationswilligen Sterns, ihm Banners Blut zu verabreichen. Blonsky verwandelt sich daraufhin in ein noch monströseres Wesen als den Hulk und schleudert Sterns gegen einen Schrank. Dabei wird Sterns am Kopf verletzt, und Banners Blut tropft auf die Wunde, woraufhin Sterns’ Stirn zu wachsen beginnt. Sein weiteres Schicksal ist ungewiss.
Stanley (Paul Soles) ist der Besitzer des Restaurants „Stanley’s“ und ein alter Freund von Bruce Banner, der diesem nach dessen Rückkehr Unterschlupf gewährt und ihm dabei hilft, sich unerkannt Zugang zur Culver University zu verschaffen. Als Bruce sich von Stanley verabschieden will, begegnet er in dessen Restaurant jedoch unerwarteterweise Betty Ross.
Tony Stark (Robert Downey Jr.) ist der Geschäftsführer von Stark Industries und der Superheld Iron Man und spielt die Hauptrolle in den Filmen Iron Man, Iron Man 2 und Iron Man 3. In der letzten Szene von Der unglaubliche Hulk sucht er General Ross in einer Bar auf und berichtet diesem von der geplanten Zusammenstellung eines Teams.

## Hintergrund

### Entstehung

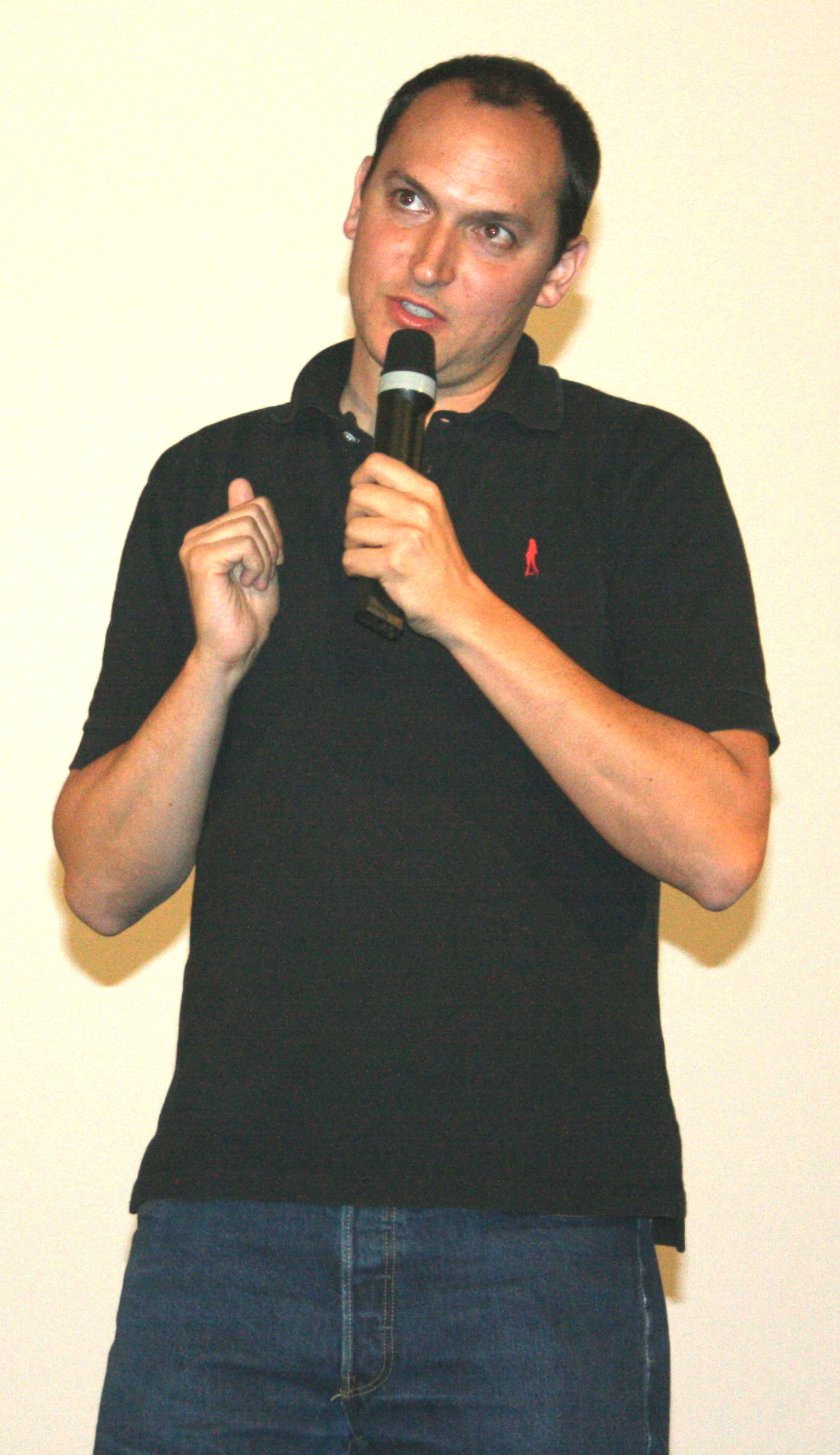
Regisseur Louis Leterrier auf der Frankreichpremiere von Der unglaubliche Hulk in Paris.

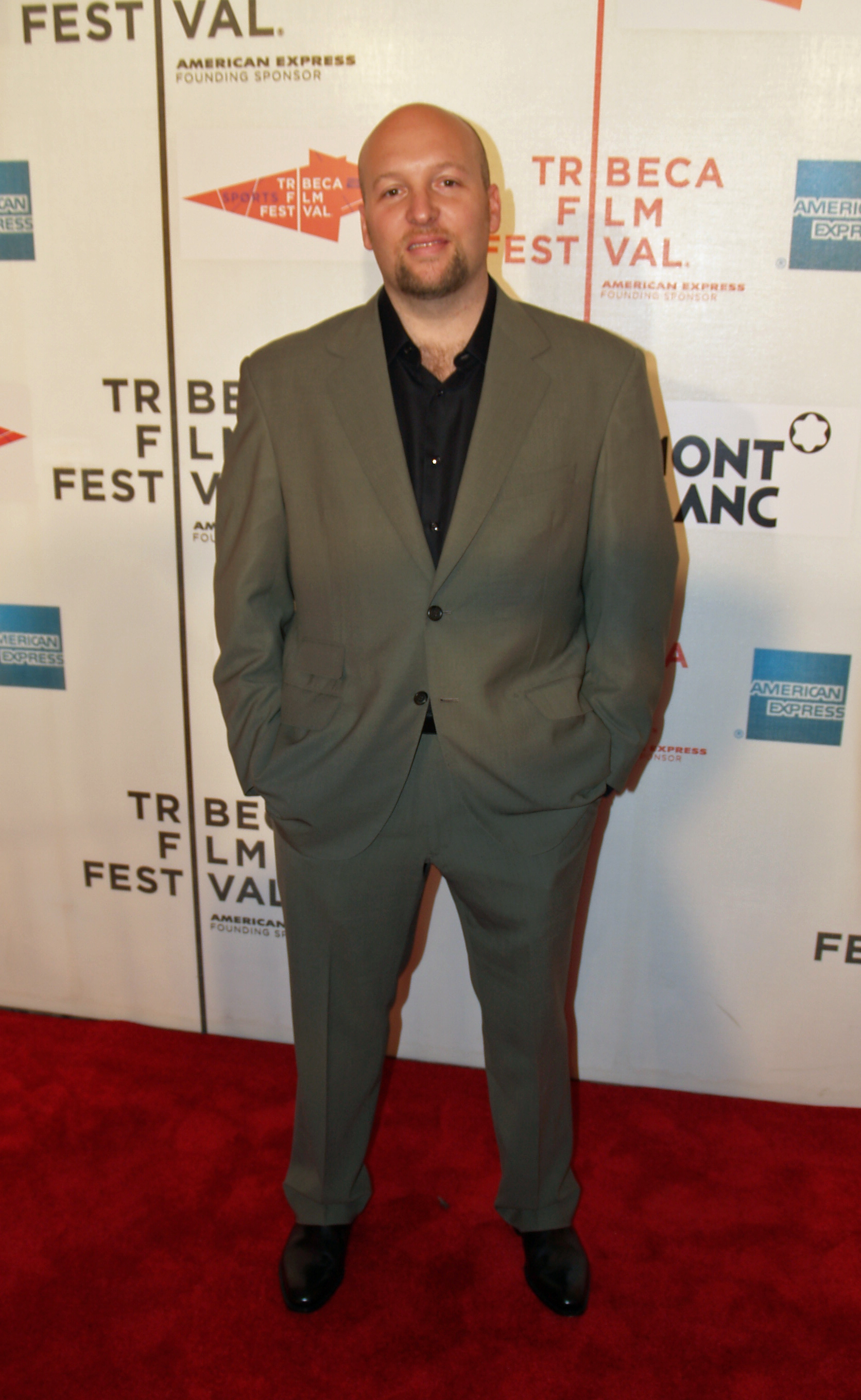
Zak Penn verfasste das ursprüngliche Drehbuch.

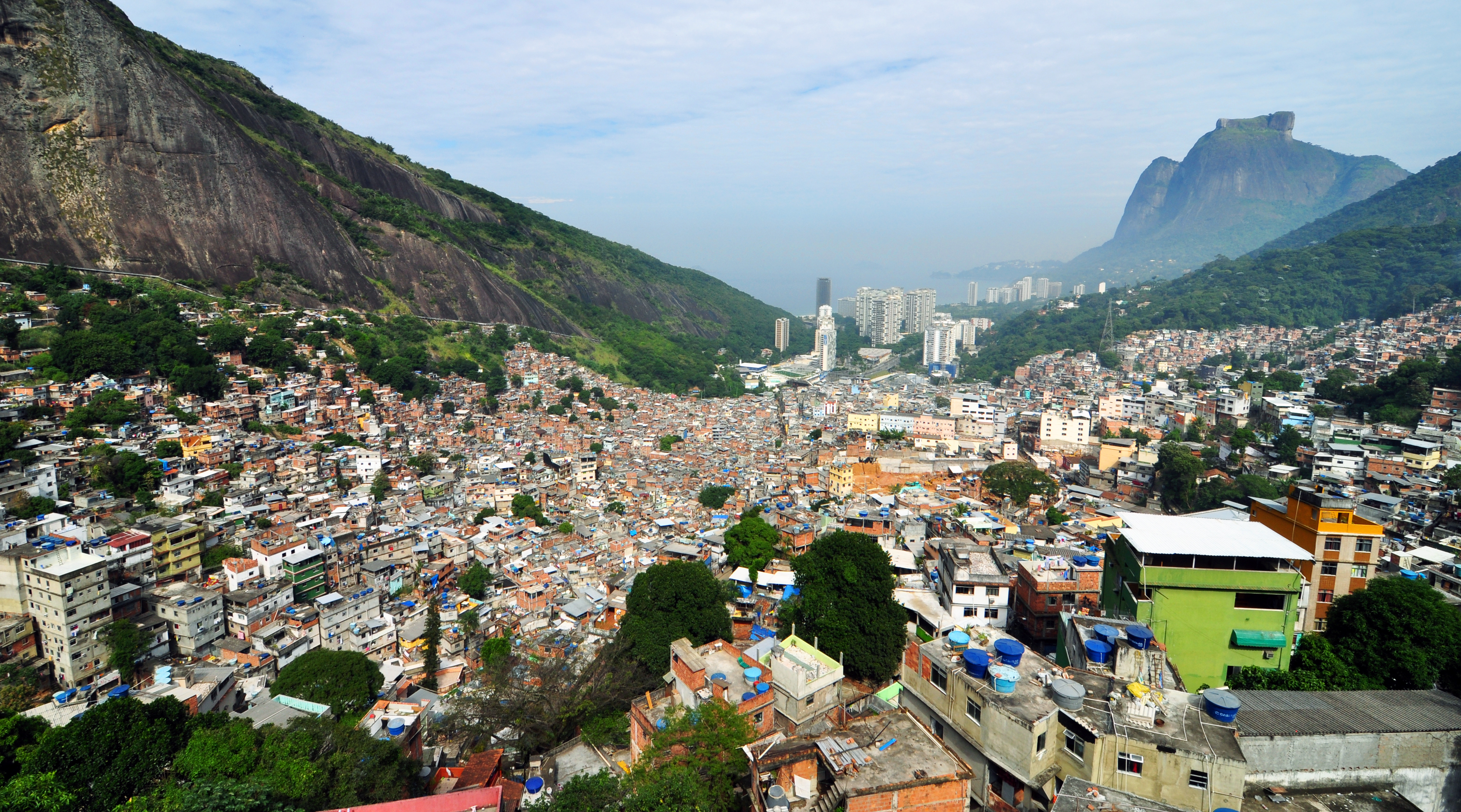
Die Favela Rocinha in Rio de Janeiro war einer der Drehorte des Films.

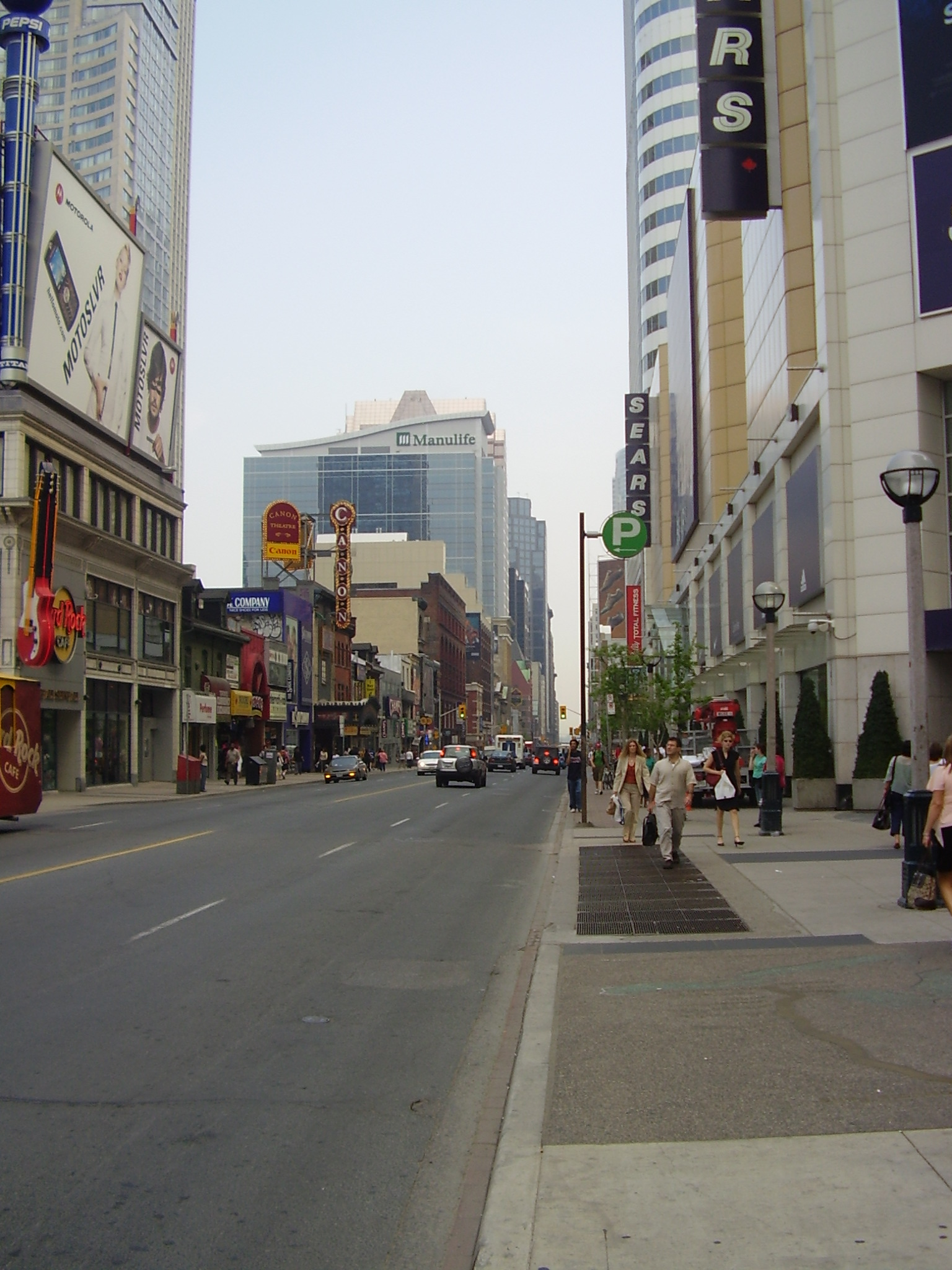
Die Yonge Street in Toronto stellt im Film die 125th Street im New Yorker Stadtteil Harlem dar.

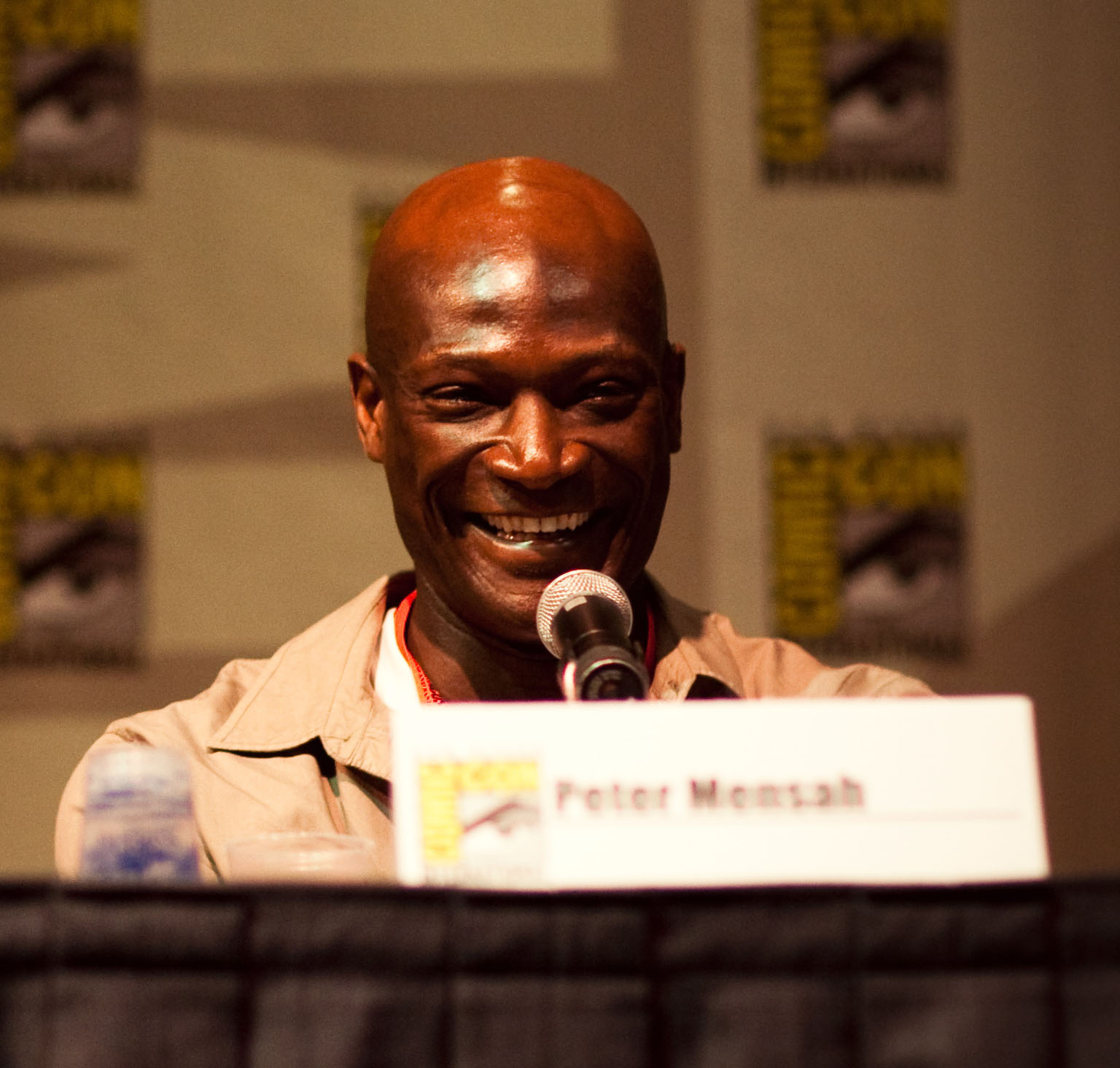
Darsteller Peter Mensah hatte ursprünglich mehr Szenen im Film.

Im Jahr 2003, zeitgleich mit der Veröffentlichung der von Regisseur Ang Lee inszenierten Verfilmung Hulk, plante Produzent Avi Arad eine Fortsetzung. James Schamus, einer der Drehbuchautoren von Hulk, verfasste einen Handlungsentwurf, in dem die Comic-Gegner Leader und Abomination als Gegenspieler vorgesehen waren. Obwohl ursprünglich eine Veröffentlichung im Mai 2005 angedacht war, ließ Universal als Folge des relativen finanziellen Misserfolgs von Hulk – ein weltweites Gesamteinspielergebnis von 245,3 Millionen US-Dollar gegenüber Produktionskosten von 137 Millionen – die Frist für den vorgesehenen Drehbeginn verstreichen und gab die Rechte schließlich an Marvel zurück. Als Hauptdarsteller war zwischenzeitlich David Duchovny vorgesehen.
Marvel nutzte die Gelegenheit, um eine neue Strategie für zukünftige Comicverfilmungen zu wagen: Aufgrund rückblickend nachteiliger Verträge, die in den 1990er Jahren geschlossen worden waren, hatte Marvel bis dahin nur geringe Lizenzeinnahmen für Verfilmungen der eigenen Comics verbuchen können. Künftige Verfilmungen sollten daher durch einen Ausbau der verlagseigenen Marvel Studios, die bis dahin nur als Lizenzgeber fungiert hatten, zu einer tatsächlichen Filmproduktionsgesellschaft eine größere Gewinnbeteiligung für Marvel ermöglichen. Für die meisten der neuen Filme sollte Paramount Pictures den Vertrieb übernehmen, mit Ausnahme einer neuen Hulk-Verfilmung, die von Universal vertrieben werden sollte. Zur Finanzierung dieses Vorhabens nahm Marvel einen Kredit in Höhe von 525 Millionen US-Dollar bei Merrill Lynch auf. Zudem wollte Marvel auf diese Weise eine größere kreative Kontrolle über die Filmadaptionen behalten und sicherstellen, dass die Handlungen und die Darstellungen der Figuren nicht zu sehr von den Comicvorlagen abweichen. Einer der Grundgedanken hinter dem neuen Ansatz war, dass sämtliche Filme, die von den Marvel Studios produziert werden würden, ähnlich den Comicvorlagen in einem gemeinsamen Universum spielen sollen, was Crossover und Auftritte derselben Figuren in unterschiedlichen Filmen ermöglichen soll. Kevin Feige, der Präsident der Marvel Studios, gab diesem Universum den Namen „Marvel Cinematic Universe“.
Die beiden ersten direkt von den Marvel Studios produzierten Filme sollten Iron Man und ein neuer Hulk-Film sein. Louis Leterrier beabsichtigte ursprünglich, Regie bei Iron Man zu führen, doch Jon Favreau war ihm zuvorgekommen, weshalb sich Leterrier stattdessen für den Hulk-Film entschied, da er als Kind ein Fan der Fernsehserie Der unglaubliche Hulk gewesen war. Der neue Hulk-Film sollte dabei keine Fortsetzung von Ang Lees Hulk darstellen, sondern einen inhaltlichen Neustart vergleichbar mit Batman Begins oder James Bond 007: Casino Royale. Aus diesem Grund sollte auch keiner der Hauptdarsteller des Vorgängerfilms mitwirken, obwohl Leterrier Jennifer Connellys Darstellung als Betty Ross gefiel. Die Tatsache, dass sich Bruce Banner zu Beginn von Der unglaubliche Hulk in Südamerika befindet, wo er auch am Ende von Hulk zu sehen war, soll laut Leterrier keine Verbindung zwischen den Filmen implizieren, zumal ursprünglich noch eine andere Eröffnungsszene vorgesehen war, in der Banner versucht, in der Arktis Selbstmord zu begehen, woraufhin er sich in den Hulk verwandelt. Letztlich befand Leterrier die Szene jedoch für „zu drastisch“, weshalb sie in der fertigen Fassung des Films fehlt. Die Szene ist im Bonusmaterial der DVD- und Blu-ray-Veröffentlichung des Films enthalten.
Auch nachdem Zak Penn einen ersten Drehbuchentwurf verfasst hatte, war es Leterrier zufolge schwierig, Darsteller zu finden, die bereit waren, in einem neuen Hulk-Film mitzuwirken. Letztlich entschloss er sich, Edward Norton zu fragen, obwohl er davon ausging, dass dieser kein Interesse an einem Superheldenfilm habe. Zu seiner eigenen Überraschung sagte Norton jedoch zu und wirkte sogar an der Überarbeitung des Drehbuchs mit, da Penn mittlerweile mit der Arbeit an seinem eigenen Film The Grand beschäftigt war. Darüber hinaus führte Norton bei einigen Szenen, die mit der Second Unit gedreht wurden, Regie. Während des Drehs unterzog sich Norton einer Diät, um als Bruce Banner möglichst dünn auszusehen. Die Darsteller erhielten als Vorbereitung auf ihre Rollen digitalisierte Versionen sämtlicher zum damaligen Zeitpunkt veröffentlichter Hulk-Comics. Tim Roth, der schon lange eine Rolle in einer Comicverfilmung hatte spielen wollen, trainierte als Vorbereitung auf seine Rolle zudem mit zwei kanadischen Waffenexperten. Für Liv Tyler entschied sich Leterrier erst sehr spät, nachdem er Der Herr der Ringe im Fernsehen gesehen hatte. Tyler nahm das Angebot an, ohne überhaupt ein Drehbuch gelesen zu haben. Im Rückblick zeigte sie sich jedoch vom fertigen Drehbuch und der Rolle, die Norton für sie geschrieben hatte, beeindruckt. Leterrier war es wichtig, dass der Schwerpunkt des Films nicht auf der Entstehungsgeschichte des Hulk liegt, da es seiner Ansicht nach schon genug Superhelden-Verfilmungen gab, die sich mit den Anfängen des Titelhelden beschäftigen und die Herkunft des Hulk zudem allgemein bekannt und mit wenigen Worten erklärt sei. Stattdessen hielt er den inneren Konflikt Bruce Banners als Thema des Films für viel interessanter. Neben der Fernsehserie Der unglaubliche Hulk nennt Leterrier die ursprünglich 2003/2004 erschienene Comic-Miniserie Hulk: Grau von Autor Jeph Loeb und Zeichner Tim Sale als wichtige Inspiration. Den Beginn des Films wollte Leterrier wie einen klassischen Horrorfilm inszenieren. Die Sequenz, in der Banner sich im Inneren der Flaschenfabrik das erste Mal im Film in den Hulk verwandelt und dieser im Halbdunkel nie ganz zu sehen ist, vergleicht er mit dem Film Der Geist und die Dunkelheit. Als weitere Inspirationen nennt er Alien – Das unheimliche Wesen aus einer fremden Welt, Sieben und allgemein die King-Kong-Filme. Die Szene, in der Hulk ein Gewitter anbrüllt, soll derweil eine Hommage an Comiczeichner Frank Frazetta darstellen.
Der unglaubliche Hulk wurde ab Juli 2007 primär in Kanada und Brasilien gedreht. Bei der im Film gezeigten Favela handelt es sich um Rocinha in Rio de Janeiro, deren Erscheinungsbild für den Film nicht digital bearbeitet wurde. Während des Drehs vor Ort ereignete sich eine Schießerei, die den Einsatz eines SWAT-Teams erforderte. Lediglich das Innere von Banners Wohnung wurde im Studio gefilmt. Die Außenansicht der Fabrik wurde ebenfalls in Brasilien aufgenommen, während das Innere in der stillgelegten und zum Abriss bestimmten Consumer’s Glass Factory in Hamilton, Ontario, errichtet wurde. Unterhalb der Fabrik befand sich zudem das Set für das Innere der Militärbasis. Während des Drehs brach in der Fabrik ein Feuer aus. Die Außenaufnahmen der Militärbasis wurden wiederum auf der Canadian Forces Base Trenton gefilmt, und kanadische Soldaten wirkten als Statisten mit. Auch eine echte C-130 Hercules wurde für den Dreh zur Verfügung gestellt. Die Außenaufnahmen der fiktiven „Culver University“ wurden auf dem Campus der University of Toronto und im Morningside Park, der sich an anderer Stelle in Toronto befindet, gedreht und die Filmaufnahmen so zusammengeschnitten, dass es aussieht, als befänden sich beide Orte direkt nebeneinander. Der gläserne Durchgang, in dem Bruce von den Soldaten eingekesselt wird und sich in den Hulk verwandelt, wurde speziell für den Dreh errichtet. Die Szene, in der Bruce und Betty mit einem Motorboot nach New York City gelangen, wurde in Wirklichkeit auf dem Ontariosee gedreht und der Hintergrund später digital ergänzt. Blonskys Amoklauf und anschließender Kampf mit dem Hulk auf der 125th Street in Harlem wurde wiederum auf der Yonge Street in Toronto gefilmt, die dank der Unterstützung von David Miller, dem damaligen Bürgermeister von Toronto, der ein großer Fan des Hulk ist, vier Nächte in Folge für die Dreharbeiten gesperrt wurde. Die für den fertigen Film nicht verwendete Eröffnungsszene wurde in Bella Coola, British Columbia, gedreht.
Bei dem Air-Force-Hubschrauber, der am Ende des Films zu sehen ist, handelt es sich um einen CH-53, der für den Dreh auf eine kardanische Aufhängung montiert wurde. Für die Szenen, in denen Emil Blonsky übermenschlich schnell rennt, wurde Darsteller Tim Roth von einer speziellen Drahtaufhängung mit hoher Geschwindigkeit über das Filmset gezogen. Generell legte Roth Wert darauf, möglichst viele Stuntszenen selbst zu spielen. Das Aussehen von Hulk und „Abomination“ wurde von Aaron Sims ausgearbeitet. Für die Bewegungen der beiden Ungetüme agierten die Stuntmen Terry Notary und Cyril Raffaelli in Motion-Capture-Anzügen, wobei die groben Bewegungen von den Darstellern Edward Norton und Tim Roth vorgegeben wurden. Auch die Mimik von Hulk und „Abomination“ basiert auf Norton und Roth. Das Equipment wurde von Giant Studios zur Verfügung gestellt. Lange Zeit waren die Beteiligten unentschlossen, ob Hulk und Blonsky als „Abomination“ sprechen sollten. Am Ende entschied man sich jedoch dafür, da dies von den Fans gewünscht wurde.
Die Rückblendenszenen, die zu Beginn des Films zu sehen sind, wurden zunächst gedreht, ohne dass feststand, an welcher Stelle des Films sie letztlich zu sehen sein würden. Nachdem sich bei Testvorführungen jedoch herausgestellt hatte, dass sich die Zuschauer unschlüssig waren, ob Der unglaubliche Hulk eine Fortsetzung von Hulk (2003) darstellen solle oder nicht, beschloss man, die betreffenden Aufnahmen als Rückblende an den Anfang zu setzen. Zugleich sollte dies eine Hommage an die Fernsehserie Der unglaubliche Hulk darstellen. Insbesondere der Stuhl, in dem Bruce Banner während des Experiments, das ihn erstmals in den Hulk verwandelt, Platz nimmt, wurde nach dem Vorbild der betreffenden Szene im Vorspann der Fernsehserie gestaltet. Mit einigen Einstellungen im Film wollte Regisseur Louis Leterrier derweil das Aussehen von Comic-Panels imitieren, so etwa die Nahaufnahme der Faust des Hulk, die nach Banners Sturz aus dem Hubschrauber die Trümmer der Straße zerschlägt, jedoch wollte er dies nicht derart übertreiben, wie Ang Lee dies in Hulk getan habe.
Der Aikidō-Lehrer, bei dem Bruce Banner zu Beginn des Films Unterricht nimmt, wird von Rickson Gracie, einem berühmten Meister in Brazilian Jiu-Jitsu, gespielt. Martina, Banners Kollegin in der Flaschenfabrik, wird derweil von Débora Nascimento, einer brasilianischen Telenovela-Darstellerin, verkörpert. Eine Nebenrolle als Stanley, der mit Bruce Banner befreundete Restaurantbesitzer, hat ferner Paul Soles, der bereits im Film The Score an der Seite von Edward Norton zu sehen war und darüber hinaus in den Zeichentrickserien The Incredible Hulk und Spider-Man aus den 1960er Jahren die Rollen von Bruce Banner sowie Peter Parker alias Spider-Man gesprochen hatte, worüber er Regisseur Louis Leterrier jedoch erst während der Dreharbeiten informierte. Auch Christina Cabot, die Darstellerin von Major Kathleen Sparr, eine Untergebene von General Ross, und Martin Starr, der einen kurzen Cameo-Auftritt als Student hat, sind mit Norton befreundet. Regisseur Louis Leterriers Stieftochter Mila Stromboni ist ebenfalls kurz im Film zu sehen, während Stephen Broussard, einer der Produzenten des Films, einen Cameo-Auftritt als Soldat hat.
Wie in vielen modernen Hollywood-Filmen wurden auch in Der unglaubliche Hulk zahlreiche Marken als Produktplatzierung untergebracht, darunter Coca-Cola, Budweiser und Norton 360. Letzteres stellt laut Regisseur Louis Leterrier keine Anspielung auf den Nachnamen von Hauptdarsteller Edward Norton dar.
Die Computereffekte stammten von mehreren Studios: Rhythm & Hues übernahm den Großteil der Arbeit, Hydraulx aus Santa Monica unter anderem den Kampf auf dem Universitätsgelände und die Umgebung während des Kampfes zwischen Hulk und Blonsky in Harlem, und das in Toronto ansässige Studio Soho VFX war für Banners erste Verwandlung in den Hulk sowie den Endkampf zwischen Hulk und Blonsky auf dem Hausdach zuständig. Die Szene, in der ein Tropfen von Bruce Banners Blut durch die Flaschenfabrik fällt, wurde vom Studio Image Engine aus Vancouver umgesetzt. Die Fertigstellung der Szene dauerte ein Jahr. Die Grafiken zu Beginn des Films stammten derweil von Prologue.
Während des Endschnitts des Films kam es zu Konflikten zwischen Marvel und Darsteller Edward Norton. Norton wollte einen längeren Film, der mehr Wert auf die Charakterisierungen der Figuren legt, während Marvel einen kürzeren Film bevorzugte, in dem die Action im Vordergrund steht. Letztlich setzte sich Marvel durch. Insgesamt wurden etwa 70 Minuten an Filmmaterial geschnitten. General Greller (gespielt von Peter Mensah), der Vorgesetzte von General Ross, seine Untergebene Major Kathleen Sparr (gespielt von Christina Cabot), Banners Freund Stanley und Bettys Lebensgefährte Leonard Samson (gespielt von Ty Burrell) hätten ursprünglich mehr Szenen im Film haben sollen. Im Falle von Samson betrifft dies unter anderem ein längeres Gespräch mit Bruce Banner, das Samson dazu veranlasst, Bettys Vater über Banners Aufenthaltsort zu informieren. Ein Teil einer Szene mit Greller sowie ein Teil von Banners Gespräch mit Samson wurde für die offiziellen Trailer verwendet, und etwa 30 Minuten an zusätzlichen Szenen sind im Bonusmaterial der DVD- und Blu-ray-Veröffentlichung des Films enthalten. Darüber hinaus entschied die Writers Guild of America, dass Nortons Beitrag zum Drehbuch zu gering für eine entsprechende Nennung in den Credits gewesen sei. Stattdessen wird im Film selbst Zak Penn als alleiniger Drehbuchautor genannt.
Die letzte Szene des Films, in der Tony Stark, gespielt von Robert Downey Jr., auf General Ross trifft und ihm von der geplanten Zusammenstellung eines Teams berichtet, wurde auf Wunsch von Regisseur Louis Leterrier in den Film eingebaut und von Leterrier, der auf der Reise vom Dreh in Brasilien nach Bella Coola eine Zwischenstation in Los Angeles einlegte, mit dem Filmteam von Iron Man gedreht.

### Bezug zur Vorlage

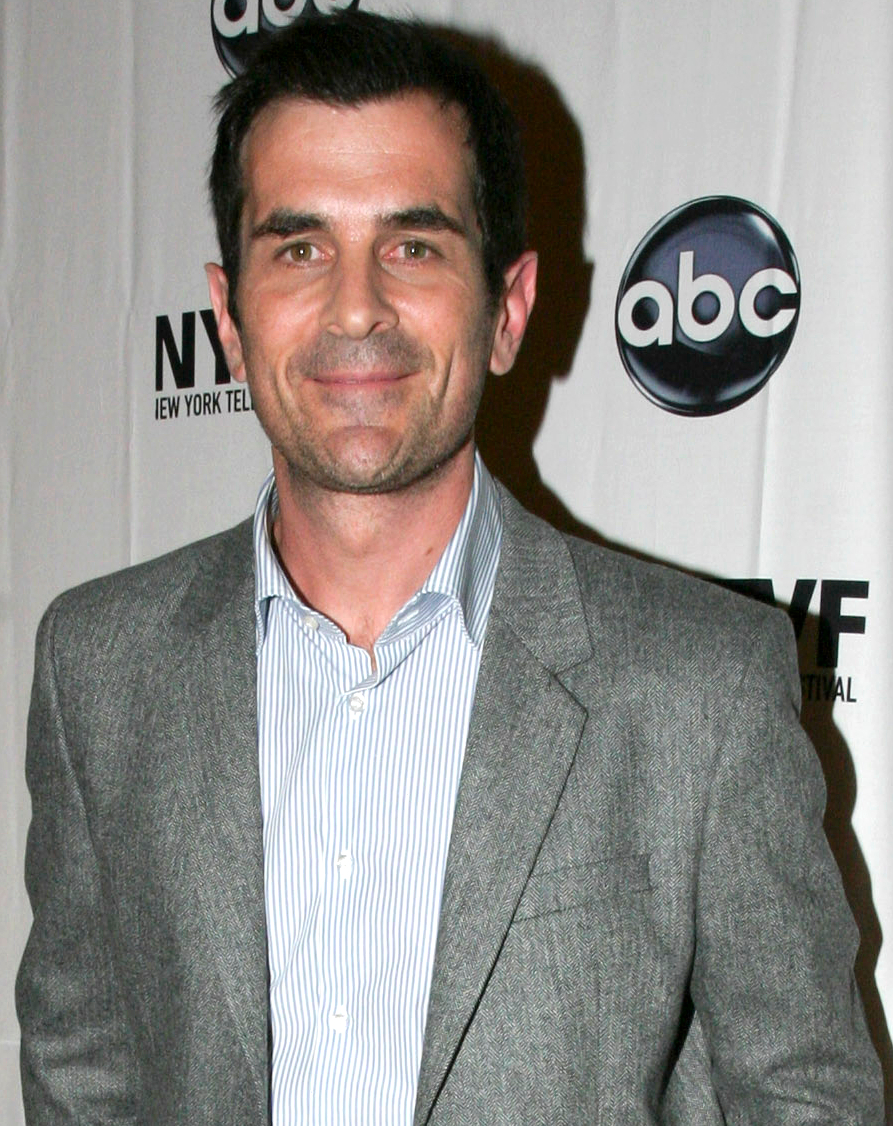
Ty Burrells Rolle als Dr. Leonard Samson unterscheidet sich deutlich von der Comicvorlage.

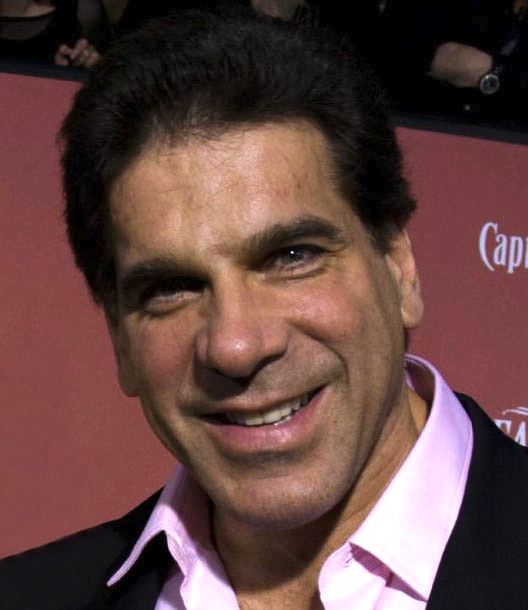
Lou Ferrigno, Darsteller des Hulk in der Fernsehserie Der unglaubliche Hulk, hat im Film einen Cameo-Auftritt.

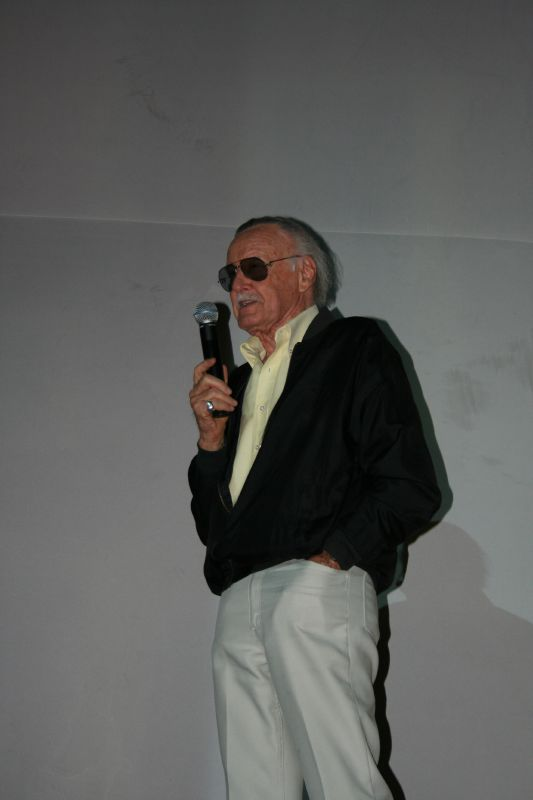
Auch Stan Lee ist wie in fast jeder Marvel-Verfilmung kurz zu sehen.

In den Comics entwickelte Bruce Banner, dessen vollständiger Name in späteren Geschichten in „Robert Bruce Banner“ erweitert wurde, im Auftrag des US-Militärs eine „Gamma-Bombe“, doch am Tag des Bombentests verschaffte sich ein Jugendlicher namens Rick Jones Zugang zum Testgelände. Daraufhin begab sich Banner persönlich aufs Gelände und stieß Jones im letzten Moment in einen Graben, bevor er selbst von der Explosion der Bombe erfasst wurde. Die Gammastrahlung verwandelte ihn daraufhin erstmals in den Hulk. Genau wie im Film verwandelt sich Banner seither bei erhöhtem Puls in das grüne, übermenschlich starke Ungetüm, das viele Jahre lang nur über geringe Intelligenz verfügte und eher instinktgetrieben agierte. In späteren Jahren änderte sich die Intelligenz des Hulk jedoch, und für einige Zeit verfügte er sogar über Banners Verstand, der sich nach Belieben in den Hulk und zurück verwandeln konnte, jedoch war dieser Zustand nicht von Dauer. In einem Zeitungsartikel, der zu Beginn des Films kurz zu sehen ist, wird ein Student namens „Rick Jones“ erwähnt. Die Idee, einen Selbstversuch zum Auslöser von Banners Gammaverstrahlung zu machen, geht dagegen auf die Fernsehserie Der unglaubliche Hulk aus den späten 1970er und frühen 1980er Jahren zurück. In dieser Serie lautete der vollständige Name der Hauptfigur „David Bruce Banner“. Am Ende des Films ist eine Anspielung darauf zu sehen, als Bruce den Namen „David B.“ als Absender für ein Paket an Betty verwendet. Die Idee, das Experiment Banners mit dem „Supersoldaten-Serum“, das zur Hintergrundgeschichte von Captain America gehört, zu verknüpfen, geht auf die Comicserie Die Ultimativen zurück, die im „Ultimativen Universum“ spielt.
Betty Ross war auch in den Comics die langjährige Geliebte von Bruce Banner, allerdings war sie dort keine Wissenschaftlerin. Viele Jahre lang verheimlichte ihr Bruce, dass er selbst der Hulk ist. Nachdem sie von seinem Geheimnis erfahren hatte, heirateten die beiden schließlich, doch die Ehe durchlitt im Laufe der Zeit viele Krisen.
Emil Blonsky war in den Comics ursprünglich ein in Jugoslawien geborener sowjetischer Spion, der die Basis der US Air Force, in der Bruce Banner seine Experimente mit Gammastrahlung durchführte, infiltrierte. Dort aktivierte er versehentlich eine von Banner entwickelte Maschine, die ihn hochdosierter Gammastrahlung aussetzte und in ein monströses Wesen verwandelte, das fortan „Abomination“ (deutsch: „Scheusal“) genannt wurde. Genau wie im Film behielt Blonsky im Gegensatz zum Hulk seinen Verstand, im Gegenzug war seine Verwandlung jedoch dauerhaft. Seither gehört Abomination zu den wiederkehrenden Gegnern des Hulk. Der Name „Abomination“ wird im Film nur indirekt genannt, als Samuel Sterns Blonsky vor der Verabreichung von Banners Blut warnt, er könne sich in eine „abomination“ (in der deutschen Synchronfassung als englische Bezeichnung beibehalten) verwandeln. Auf Wunsch von Regisseur Louis Leterrier wurde Abominations Aussehen gegenüber den Comics geändert, so dass er eher einer Kreuzung eines Menschen mit einer Echse als mit einem „Fisch“ ähnelt.
General Ross unterscheidet sich kaum von seinem Comic-Vorbild. Sowohl seine Zielstrebigkeit auf der Jagd nach dem Hulk als auch sein zerrüttetes Verhältnis zu seiner Tochter Betty und seine Abneigung gegenüber Bruce Banner entsprechen der Vorlage. Auf Wunsch von Regisseur Louis Leterrier trug Darsteller William Hurt eine Perücke und einen falschen Schnurrbart, so dass er General Ross, wie er in den Comics dargestellt wird, möglichst ähnlich sieht.
Samuel Sterns war in den Comics ursprünglich ein einfacher Arbeiter in einer Chemiefabrik, der versehentlich einer Explosion radioaktiver Materialien ausgesetzt und von der freigesetzten Gammastrahlung ebenfalls in ein grünes Wesen verwandelt wurde. Anstelle von erhöhter Körperkraft war es in seinem Fall jedoch sein Gehirn, das zu übermenschlicher Größe anwuchs. Unter dem Namen „Leader“ (deutsch: „Anführer“) wurde der nunmehr hochintelligente Sterns ebenfalls zu einem wiederkehrenden Gegner des Hulk. Im Film wird ein entsprechendes Schicksal kurz angedeutet, als Sterns in seiner letzten Einstellung in Kontakt mit Bruce Banners Blut gerät, das auf eine Wunde auf Sterns Kopf tropft, und sein Schädel zu wachsen beginnt.
Leonard Samson, auch bekannt als „Doc Samson“, war in den Comics ein Psychiater, der durch Gammastrahlung ebenfalls übermenschliche Stärke erhielt, allerdings war es in seinem Fall nicht die Haut, die eine grüne Farbe annahm, vielmehr wuchsen ihm lange grüne Haare. Später wurde Samson zum Therapeuten von Bruce Banner und versuchte diesem dabei zu helfen, seine Verwandlungen in den Hulk in den Griff zu bekommen. Mit Betty Ross flirtete er nur einmal kurz bei seinem ersten Auftritt in den Comics.
Die violette Hose, die Betty Ross Bruce Banner zeigt und von diesem abgelehnt wird, spielt ebenfalls auf den Comic-Hulk an, dessen Hosen häufig zwecks besserer farblicher Abhebung von seiner grünen Haut violett koloriert werden.
Die beiden Studenten, die Zeugen des Kampfes zwischen dem Militär und dem Hulk werden und in einer Nachrichtensendung erstmals den Namen „Hulk“ verwenden, werden als „Jack McGee“ und „Jim Wilson“ identifiziert. Jack McGee war der Name des Reporters aus der Fernsehserie Der unglaubliche Hulk, der über Jahre hinweg die Spur des Hulk verfolgte. Sein Filmgegenstück ist Reporter der Campuszeitung. Jim Wilson war derweil in den Comics ein langjähriger Freund von Bruce Banner, der schließlich an AIDS starb.
Das von Samuel Sterns verwendete Pseudonym „Mr. Blue“ geht auf eine mehrteilige Geschichte unter Autor Bruce Jones zurück, die einige Jahre vor dem Film in den Comics erschien. Darin unterstützte der geheimnisvolle „Mr. Blue“, mit dem Bruce Banner wie im Film über das Internet kommunizierte, diesen im Kampf gegen eine Verschwörung. Im Gegensatz zum Film verbarg sich hinter dem Pseudonym jedoch Banners Frau Betty. In derselben Geschichte verwendete Bruce Banner auch ähnlich wie im Film Yoga-Techniken, um seine Verwandlungen in den Hulk zu kontrollieren.
Die „Culver University“ wurde nach dem „Culver Institute“ aus der Fernsehserie Der unglaubliche Hulk benannt. Das „Grayburn College“ ist derweil in den Comics Teil der Herkunftsgeschichte des Superhelden Nighthawk. Ursprünglich war geplant, aus Sterns Arbeitsplatz die aus den Spider-Man-Comics bekannte „Empire State University“ zu machen, was jedoch von Columbia Pictures und der Muttergesellschaft Sony, die im Zuge der Spider-Man-Filme die Rechte an letzterem Namen besitzen, nicht genehmigt wurde.
Die Worte „Hulk smash!“ (deutsch: „Hulk schlägt!“, in der deutschen Synchronfassung des Films unübersetzt beibehalten), die der Hulk während seines Kampfes mit Blonsky brüllt, werden auch von der Comicversion der Figur häufig verwendet.
Die Szene, in der Hulk und Betty in einer Grotte Unterschlupf finden, wurde unmittelbar von einer ähnlichen Szene in der ursprünglich 2003/2004 erschienenen Comic-Miniserie Hulk: Grau von Autor Jeph Loeb und Zeichner Tim Sale inspiriert, während die Idee, den Hulk für den Kampf gegen Blonsky einen in zwei Teile zerrissenen Polizeistreifenwagen als „Boxhandschuhe“ verwenden zu lassen, auf das 2005 erschienene Videospiel The Incredible Hulk: Ultimate Destruction zurückgeht.
Lou Ferrigno, Darsteller des Hulk in der Fernsehserie Der unglaubliche Hulk, spricht in der Originalfassung des Films den Hulk und hat zudem wie bereits im Film Hulk aus dem Jahr 2003 einen Cameo-Auftritt als Wachmann. Dieser wird dabei in der deutschen Fassung von Ekkehardt Belle gesprochen, der in der Fernsehserie 'Der unglaubliche Hulk'  Bill Bixby als David Bruce Banner synchronisiert hatte.
Auch Bill Bixby, der mittlerweile verstorbene Darsteller des David Banner aus der Serie, ist zu Beginn des Films kurz in einer Szene aus der Fernsehserie Eddies Vater im Fernsehen zu sehen.
Auch der langjährige Marvel-Comicautor Stan Lee, einer der Erfinder des Hulk, hat wie in fast allen Marvel-Verfilmungen einen Cameo-Auftritt und spielt den Rentner, der die mit Banners Blut kontaminierte Limonade trinkt und infolge der Verstrahlung erkrankt.
Während der Szene, in der Bruce Banner in Mexiko am Straßenrand sitzt und bettelt, ist das von Joe Harnell komponierte Lied The Lonely Man zu hören, das für den Abspann der Fernsehserie Der unglaubliche Hulk verwendet wurde.

### Deutsche Fassung

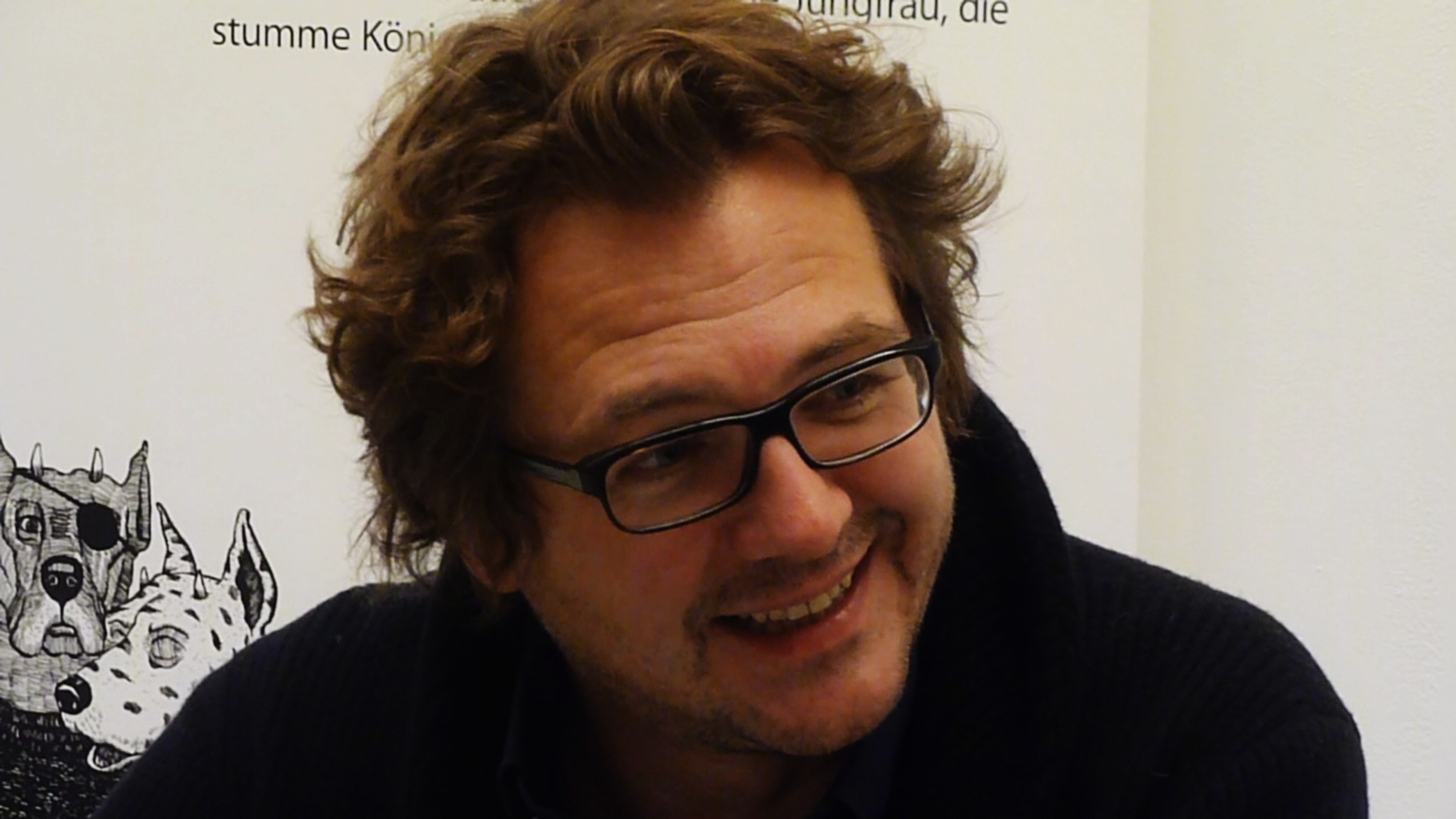
Andreas Fröhlich ist die deutsche Stimme von Bruce Banner.

Die deutsche Synchronisation des Films übernahm die Film- & Fernseh-Synchron GmbH. Das Dialogbuch stammt von Klaus Bickert. Als Synchronsprecher sind unter anderem Andreas Fröhlich, Udo Schenk, Nana Spier, Thomas Fritsch, Bernd Vollbrecht, Gerald Schaale und Tobias Meister zu hören.
In Deutschland wurde Der unglaubliche Hulk in zwei Schnittfassungen gezeigt: Eine um etwa zwei Minuten gekürzte Fassung wurde von der FSK ab 12 Jahren freigegeben und war in den meisten Kinos zu sehen, während die ungeschnittene Fassung eine FSK-Freigabe ab 16 Jahren erhielt. Von dieser Fassung wurden nur 25 Kopien an die Kinos ausgeliefert, hinzu kamen Kopien für Digitalkinos und für Vorführungen mit englischem Originalton.
| Rolle                                                | Darsteller/Originalsprecher | Synchronsprecher |
| ---------------------------------------------------- | --------------------------- | ---------------- |
| Bruce Banner                                         | Edward Norton               | Andreas Fröhlich |
| Emil Blonsky                                         | Tim Roth                    | Udo Schenk       |
| Elizabeth „Betty“ Ross                               | Liv Tyler                   | Nana Spier       |
| General Thaddeus „Thunderbolt“ Ross                  | William Hurt                | Thomas Fritsch   |
| Dr. Leonard Samson                                   | Ty Burrell                  | Bernd Vollbrecht |
| General Joe Geller                                   | Peter Mensah                | Tilo Schmitz     |
| Samuel Sterns                                        | Tim Blake Nelson            | Gerald Schaale   |
| Stanley                                              | Paul Soles                  | Jochen Schröder  |
| Wachmann                                             | Lou Ferrigno                | Ekkehardt Belle  |
| Tom Corbett*                                         | Bill Bixby                  | Stefan Fredrich  |
| Tony Stark                                           | Robert Downey Jr.           | Tobias Meister   |
| Anmerkung: *Szene aus der Fernsehserie Eddies Vater. |                             |                  |

### Marketing

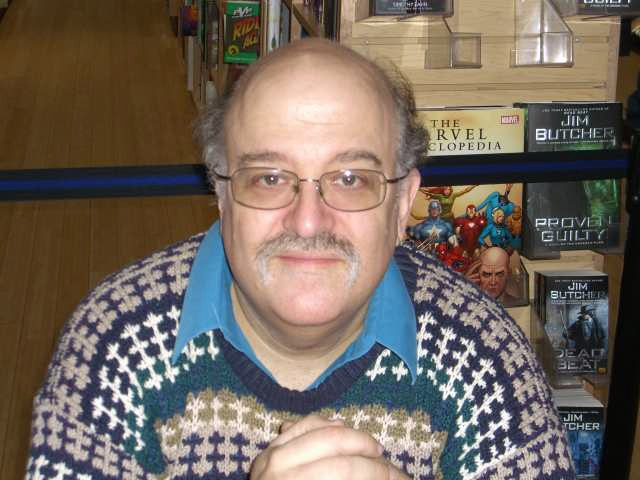
Peter David, Autor zahlreicher Hulk-Comics, schrieb die Romanadaption des Films.

Die Marketingkampagne zu Der unglaubliche Hulk umfasste unter anderem einen Auftritt des Regisseurs Louis Leterrier, dem Präsidenten von Marvel Studios, Kevin Feige, der Produzentin Gale Anne Hurd und des Darstellers Tim Roth auf der New York Comic Con im April 2008, eine spezielle Folge der Spielshow American Gladiators im Juni 2008, die von Hulk Hogan und Gaststar Lou Ferrigno präsentiert wurde, sowie Werbeverträge unter anderem mit 7-Eleven, Burger King und Kmart, die den Film auf verschiedene Weise bewarben.
Für die offiziellen Trailer wurden Teile von Szenen verwendet, die in der fertigen Schnittfassung des Films nicht vorkommen, darunter die ursprünglich geplante Eröffnungsszene, ein Gespräch zwischen Bruce Banner und Leonard Samson sowie eine Szene mit General Greller. In der deutschen Fassung der Trailer kamen zum Teil auch anderer Synchronsprecher zum Einsatz als im fertigen Film: So werden im ersten Trailer William Hurt und Tim Roth anstelle von Thomas Fritsch und Udo Schenk noch von Wolfgang Condrus und Peter Flechtner gesprochen, während im zweiten Trailer Ty Burrell von Oliver Siebeck statt von Bernd Vollbrecht synchronisiert wird, der wiederum anstelle von Gerald Schaale noch Tim Blake Nelson spricht.
Eine vom langjährigen Hulk-Comicautoren Peter David verfasste Romanadaption der Filmhandlung erschien am 20. Mai 2008 bei Del Rey Books, einem Imprint des zu Random House gehörenden Verlags Ballantine Books.
Der Soundtrack mit der von Craig Armstrong komponierten Filmmusik erschien in den USA am 13. Juni 2008.
Die Videospiel-Umsetzungen zum Film wurden von Sega in den USA am 5. Juni, in Deutschland zwischen dem 13. und 27. Juni 2008 veröffentlicht und waren für die PlayStation 2, die PlayStation 3, die Nintendo Wii, den Nintendo DS, die Xbox 360 und für den PC erhältlich. Die DS-Version wurde von Amaze Entertainment entwickelt, alle übrigen von Edge of Reality.
Der Spielzeughersteller Hasbro veröffentlichte Spielzeugfiguren unter anderem von Hulk und „Abomination“ sowie einigen aus den Comics bekannten Figuren und Inkarnationen des Hulk, die auch in den Videospiel-Umsetzungen zum Film auftreten.

## Rezeption

### Finanzieller Erfolg
Weltpremiere feierte Der unglaubliche Hulk am 8. Juni 2008 in Universal City, Kalifornien. In 16 Ländern erfolgte der offizielle Filmstart bereits am 12. Juni. In den Vereinigten Staaten lief Der unglaubliche Hulk einen Tag später, am 13. Juni 2008, in 3505 Kinos an und nahm am Startwochenende etwa 55,4 Millionen US-Dollar ein. Nach insgesamt 12 Wochen Laufzeit belief sich des Einspielergebnis auf annähernd 134,8 Millionen US-Dollar, etwa 2,6 Millionen mehr als Hulk. Damit lagen die Einnahmen in den Staaten unter dem Budget, das von unterschiedlichen Quellen mit 135 bis 140 oder 150 Millionen Dollar angegeben wird. Weltweit spielte Der unglaubliche Hulk knapp über 263,4 Millionen US-Dollar ein, etwa 18 Millionen mehr als Hulk.
In Deutschland lief Der unglaubliche Hulk am 10. Juli 2008 in 416 Kinos an. Am Startwochenende sahen den Film 114.380 Besucher, knapp halb so viele wie im Falle von Hulk. Nach einer Woche waren es 150.669 Besucher, und innerhalb von fünf Wochen Laufzeit konnte der unglaubliche Hulk letztlich 245.031 Besucher verbuchen, mehr als die Hälfte weniger als Hulk. Das Gesamteinspielergebnis in Deutschland beträgt 2,46 Millionen US-Dollar.

### Kritiken
Die Kritiken zu Der unglaubliche Hulk fielen gemischt aus. Insbesondere im direkten Vergleich zu Ang Lees Hulk (2003) gingen die Meinungen weit auseinander.
David Kleingers von Spiegel Online gefiel Der unglaubliche Hulk deutlich weniger als Hulk: „Die Besetzung wurde gegenüber dem Vorgänger komplett ausgetauscht, ebenso musste der intellektuelle Überbau einer platten Hit-and-Run-Dramaturgie weichen.“ Die „andauernde Flucht Bruce Banners vor dem militärisch-industriellen Komplex, stellvertretend repräsentiert durch General Ross“, habe Regisseur Louis Leterrier „immer stumpf geradeaus“ inszeniert, und „noch bevor die beiden computeranimierten Fleischberge im Finale aufeinander eindreschen, wurde die Hoffnung auf ein innovatives Comicabenteuer längst in Grund und Boden gestampft“. Insgesamt lege das „Konfektions-Kino in Übergröße“ den Schwerpunkt zu sehr auf eine Integration der Figur des Hulk in den übergeordneten Kontext des „Marvel Cinematic Universe“, angefangen vom „hektischen Vorspann“ bis zur letzten Szene mit Robert Downey Jr.: „Große Namen, denen allerdings ein ziemlich kleinmütiger Film gegenübersteht.“ Aller Bemühungen der Darsteller zum Trotz fehle der Neuinterpretation des Hulk das, was Kleingers an Ang Lees Ansatz gefiel. So sei die Figur des Bruce Banner/Hulk „kein moderner Wiedergänger von Jekyll und Hyde mehr“: „Nicht unberechenbarer Risikofaktor, sondern handzahmer Kettenhund will dieser Held sein, wodurch er die Faszination all jener Marvel-Figuren verliert, denen ihr zur Waffe transformierter Körper zugleich Segen und Fluch ist.“ Insgesamt wirke „der runderneuerte Hulk nur wie eine hohle Handpuppe ohne Herz“.
Auch Katja Lüthge von der Berliner Zeitung war wenig beeindruckt von der Neuinterpretation: „Mehr ‚Wumm‘ und ‚Aaargh‘, weniger Psychoanalyse – so in etwa dürften die guten Vorsätze bei Marvel im Vorfeld der etwa 150 Millionen US-Dollar teuren Produktion gelautet haben. […] Wo Ang Lee für seinen Hulk noch in aller Ausführlichkeit eine traumatische Kindheit ersinnt, hält sich sein Nachfolger mit derartiger Gefühligkeit nicht lange auf.“ Eine der größten Schwächen des Films macht Lüthge zudem in der computeranimierten Titelfigur aus: „Denn wie schon sein CGI-Vorgänger scheitert auch dieser Hybrid aus Shrek und King Kong daran, Einfühlungsvermögen zu erzeugen. Trotz prima definierter Muskeln und Sehnen ist die Hautoberfläche des Hulk unnatürlich straff, und seine Mimik wirkt im Vergleich zu den menschlichen Darstellern arg limitiert. Ein Problem, dass [sic] in der Comic-Vorlage so eben nicht gegeben ist.“ Der finale Showdown zwischen Hulk und „Abomination“ sei eine „todlangweilige Materialschlacht zwischen zwei unattraktiven Giganten“, und auch die „tragische Liebesgeschichte zwischen Bruce/Hulk und Betty (Liv Tyler) [vermag] kein rechtes Interesse mehr zu wecken. Zu vollständig ist die äußerliche Verwandlung vom Menschen zum Monster. In diesem Sinne wird der Film seinem Titel ‚Der unglaubliche Hulk‘ jedenfalls vollkommen gerecht“.
Daniel Kothenschulte von der Frankfurter Rundschau sah den neuen Ansatz Marvels mit gemischten Gefühlen: „Schon in den ersten, ausladenden Actionszenen wird deutlich, wie wenig man im Hause Marvel offenbar mit Ang Lees redefreudigem Psychodrama anzufangen wusste. Es gibt kaum eine längere Dialogszene in den ersten 25 Minuten.“ Zwar machte er in der Darstellerin der Betty Ross eine „angenehm gereifte Liv Tyler“ aus, war jedoch insgesamt der Ansicht, es seien „Gummianzüge mit hochkarätigen Schauspielern“ gefüllt worden, allen voran William Hurt und Tim Roth: „Die Qualitäten, die Louis Leterriers Film dabei durchaus entwickelt, haben jedoch mit Personenregie nicht viel zu tun. Hier entsteht ein visuelles Kino, das an einer Sprache arbeitet, die sich wortlos erklärt.“ Der Einsatz von Schauplätzen wie Rio de Janeiro im „Special-Effekt-Kino“ erwecke den Eindruck, „als hätte man einem Comiczeichner und dessen harten Linien einen impressionistischen Koloristen an die Seite gestellt: Die Bilder werden größer, aber die Charaktere nicht unbedingt tiefer.“ Kothenschultes Fazit fiel dennoch eher positiv aus: „Intellektuell ist dieser ‚unglaubliche Hulk‘ nicht gerade fordernd, aber wie der ‚Iron Man‘ arbeitet er an einer Neuerfindung des alten Hollywoodkinos.“
Andreas Busche von der taz gefiel Der unglaubliche Hulk insgesamt besser als Hulk: „Der direkte Vergleich beider Filme zeigt dann auch, wo die Prioritäten zukünftiger ‚Hulk‘-Sequels liegen werden: im schnörkellosen, kinetischen Actionkino mit konventionell dreiteiligem Aufbau, wie Leterrier es von seinen ‚Transporter‘-Filmen gelernt hat, eine sehr erfolgreiche Action-Film-Trilogie. Etwas instinktlos zwar, aber durchaus unterhaltsam.“ Zwar sei „Lees Adaption in ihrem Scheitern immer noch um Längen interessanter“ gewesen, doch habe Leterrier „den großen Grünen wieder in den Gesamtzusammenhang einer immer auch etwas piefigen, popkulturellen Erfahrung zurückgeholt“. So sei es „für Marvel eine gute Nachricht, dass der Launch der ‚Hulk‘-Verwertungskette im zweiten Anlauf doch noch geglückt ist“.
Auch Achim Fehrenbach vom Tagesspiegel äußerte zurückhaltendes Lob: „Die Action-Sequenzen in ‚Der unglaubliche Hulk‘ sind gut verteilt und steigern sich hin zum großen Finale in Manhattans Straßenschluchten.“ Fehrenbach hielt Edward Norton für einen „würdigen neuen Hauptdarsteller“, dem man „den Kampf mit dem inneren Monster“ durch und durch ansehe: „Ausgemergelt, Ringe unter den Augen und verhuscht wie ein scheues Kaninchen stiehlt er sich durch die feindlich gesinnte Umwelt.“ Auch Tim Roth sei ein „würdige[r] Counterpart“, Liv Tyler dagegen ein „Totalausfall“: „Tyler agiert mit einer betulichen Untalentiertheit, die manch anspruchsvolleren Casting-Verantwortlichen wahrscheinlich zum Hulk werden ließe.“ letztlich sei Der unglaubliche Hulk jedoch „nicht mehr als eine durchschnittliche Comic-Verfilmung“, was „vor allem an dem wenig einfallsreichen Drehbuch“ liege, das „vor Klischees“ strotze und „nur selten vom bitter nötigen Humor durchbrochen“ werde: „Statt durchgängiger Ironie wie zuletzt bei ‚Iron Man‘ dominiert in ‚Der unglaubliche Hulk‘ aber das Stereotyp“. Lediglich die Szene, in der sich Bruce Banner kurz vor Ende des Films aus dem Hubschrauber stürzt, beeindruckte Fehrenbach: „Der Ausgang dieser Szene ist völlig vorhersehbar – und doch packt sie den Zuschauer tief in der Magengrube. Warum nicht häufiger so?“ Insgesamt sei Der unglaubliche Hulk „[s]olide Superhelden-Kost mit ein paar netten Ideen und zwei guten Hauptdarstellern“.

### Auszeichnungen (Auswahl)
Die Dreharbeiten zu Der unglaubliche Hulk erfolgten im Einklang mit der „Green Screen“-Initiative der Stadt Toronto, was eine Minimierung der durch die Arbeiten freigesetzten Kohlendioxid-Emissionen und der entstehenden Plastikabfälle beinhaltete. Als Folge wurde Der unglaubliche Hulk als erste größere Filmproduktion mit dem grünen Siegel der Environmental Media Association ausgezeichnet, das während des Abspanns zu sehen ist.

### Veröffentlichung auf DVD und Blu-ray Disc
In den Vereinigten Staaten wurde The Incredible Hulk am 21. Oktober 2008 auf DVD und Blu-ray Disc veröffentlicht. Von der DVD-Fassung gibt es zwei Einzel-Disc-Versionen als Widescreen- und Fullscreen-Varianten sowie eine „Three-Disc Special Edition“ im Widescreen-Format, die neben einer zusätzlichen Disc mit Bonusmaterial auch eine dritte Disc mit einer Digital Copy des Films enthält, während die Blu-ray-Fassung nur inklusive Bonus-Disc erhältlich ist. In der ersten Veröffentlichungswoche wurden von der DVD-Fassung über 1,52 Millionen Exemplare verkauft, was Einnahmen von über 28,4 Millionen US-Dollar entspricht. Die aktuellen Verkaufszahlen (Stand: 10. März 2012) liegen bei über 3,4 Millionen verkauften Exemplaren und Einnahmen von über 58,86 Millionen US-Dollar. Verkaufszahlen zur Blu-ray-Fassung liegen dagegen nicht vor.
In Deutschland erschien Der unglaubliche Hulk am 1. Oktober 2008 auf DVD und Blu-ray Disc. Die DVD-Fassung wurde unter der Bezeichnung „Home Edition“ als Einzel-Disc-Version sowie unter dem Imprint Cine Collection als „Limited Edition“ mit SteelBook-Verpackung inklusive Bonus-Disc veröffentlicht, während die Blu-ray-Fassung nur mitsamt der Bonus-Disc erhältlich ist. In sämtlichen Fällen handelt es sich dabei um die „ungeschnittene US-Kino-Version“ mit FSK-16-Freigabe. Verkaufszahlen für Deutschland liegen nicht vor.

## Der unglaubliche Hulkals Teil des „Marvel Cinematic Universe“

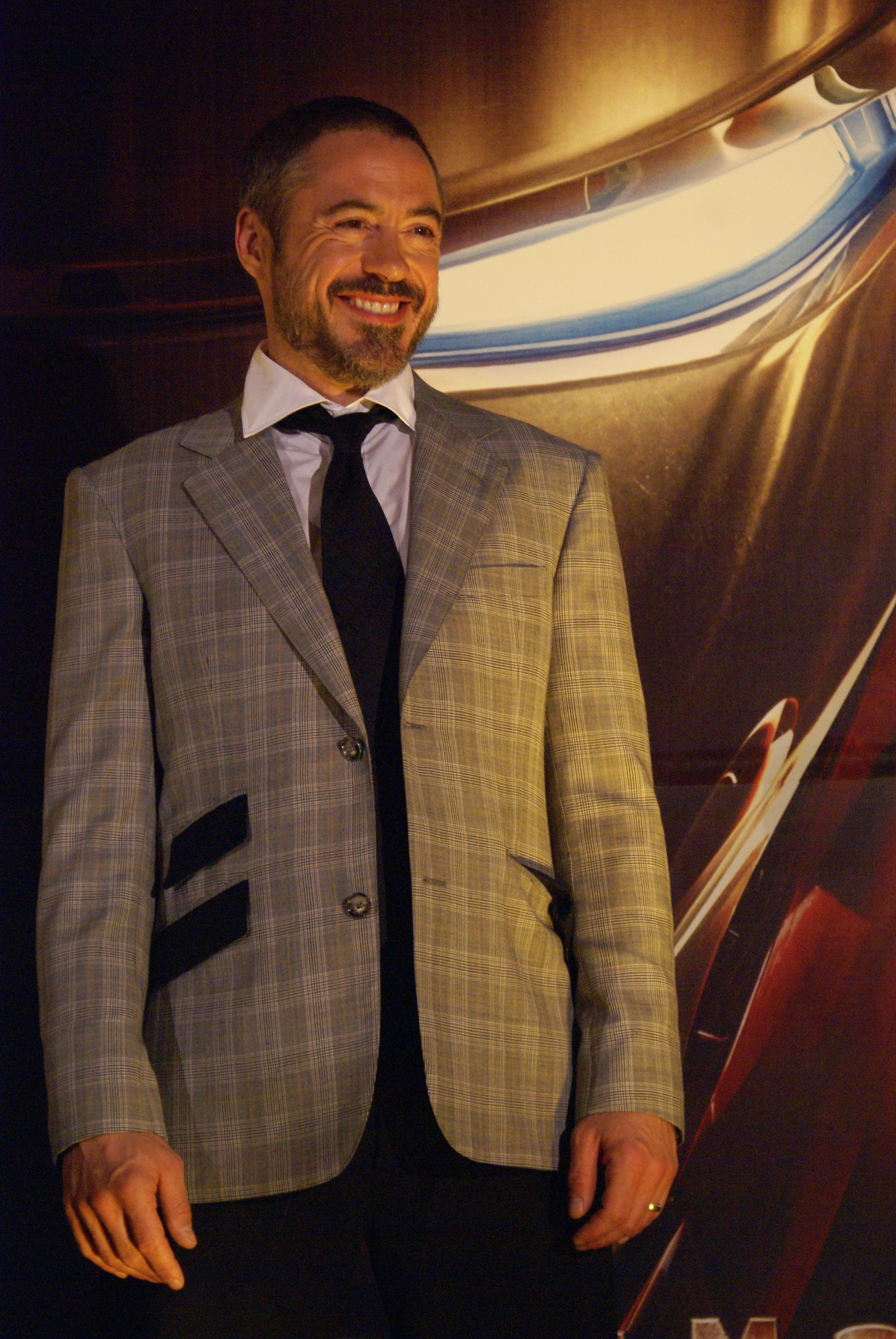
Robert Downey Jr. ist in der letzten Szene des Films in seiner Rolle als Tony Stark aus Iron Man zu sehen.

Genau wie der einen Monat zuvor erschienene Film Iron Man ist Der unglaubliche Hulk Teil eines größeren, gemeinsamen Universums, des „Marvel Cinematic Universe“. Die beiden auf Humvees montierten Schallkanonen, mit denen das Militär den Hulk auf dem Campus der Culver University angreift, wurden vom Unternehmen Stark Industries aus Iron Man erbaut, und das Logo von Stark Industries ist mehrmals im Film zu sehen. Tony Stark, der von Robert Downey Jr. gespielte Geschäftsführer von Stark Industries (und zugleich der Superheld Iron Man), trifft in der letzten Szene des Films auf General Ross und berichtet ihm von der geplanten Zusammenstellung eines Teams. Im Gegenzug ist am Ende von Iron Man 2 (2010) die Nachrichtensendung aus Der unglaubliche Hulk, die vom Kampf zwischen dem Militär und dem Hulk auf dem Campus der Culver University berichtet, zu sehen. Somit ist die Szene mit Tony Stark am Ende von Der unglaubliche Hulk zeitlich nach Iron Man 2 einzuordnen, obwohl letzterer Film zwei Jahre später erschien.
An der Suche nach Banner ist auch der aus Iron Man bekannte (fiktive) Geheimdienst „Strategische Heimat-Interventions-, Einsatz- und Logistik-Division“, kurz „S.H.I.E.L.D.“, beteiligt. Banners E-Mail an Samuel Sterns alias „Mr. Blue“ wird von S.H.I.E.L.D. abgefangen. In einer Einblendung zu Beginn des Films ist zudem kurz der Name von Nick Fury, dem Leiter von S.H.I.E.L.D., zu lesen, der in einer Szene nach dem Abspann von Iron Man einen Auftritt hatte.
Das Projekt, an dem Bruce Banner im Auftrag von General Ross arbeitete, stellte eine Neuauflage eines ähnlichen Projekts aus der Zeit des Zweiten Weltkriegs dar, bei dem die körperliche Leistung von Soldaten verstärkt werden sollte. Emil Blonsky fasst dies mit dem Begriff „Supersoldat“ zusammen. Im Film Captain America: The First Avenger (2011) hat letzteres Projekt den Superhelden Captain America als Ergebnis.
In der ursprünglich geplanten Eröffnungsszene, die in der fertigen Schnittfassung des Films fehlt, jedoch im Bonusmaterial der DVD- und Blu-ray-Fassung enthalten ist, begibt sich Bruce Banner in die Arktis, um dort Selbstmord zu begehen. Bevor ihm dies gelingt, verwandelt er sich jedoch in den Hulk, der einen Gletscher zertrümmert. Dabei ist ganz kurz ein im Eis eingefrorener Mensch zu sehen, bei dem es sich um Captain America handeln soll. Dieser stürzt am Ende von Captain America: The First Avenger, der größtenteils zur Zeit des Zweiten Weltkriegs spielt, mit einem Flugzeug in der Arktis ab und wird dort erst Jahrzehnte später von S.H.I.E.L.D. entdeckt. Da ihn das Supersoldaten-Serum in seinem Blut kryonisch konservierte, alterte er während dieser Zeit nicht.
Im Film Thor (2011) erwähnt Erik Selvig (Stellan Skarsgård) einen Physiker, einen „Pionier auf dem Gebiet der Gammastrahlung“, von dem man nie wieder gehört habe, nachdem S.H.I.E.L.D. aufgetaucht war.
Der Film Marvel’s The Avengers, der 2012 ins Kino kam, führt erstmals die Hauptfiguren aller bisherigen Filme des „Marvel Cinematic Universe“, darunter auch Bruce Banner beziehungsweise den Hulk, in einem gemeinsamen Team zusammen. Die Rolle von Bruce Banner wird aufgrund von Konflikten zwischen Marvel und Edward Norton bezüglich der Länge und des thematischen Schwerpunkts von Der unglaubliche Hulk in The Avengers jedoch nicht mehr von Norton verkörpert, sondern von Mark Ruffalo.
In der 15. Episode von der 2. Staffel der Serie Marvel’s Agents of S.H.I.E.L.D. ist eine Person mit übermenschlichen Kräften von „S.H.I.E.L.D.“ bzw. von Agent Phil Coulson in einem von Bruce Banner für sich selbst gebauten Rückzugsort untergebracht.
In Iron Man 3 ist Bruce Banner (Mark Ruffalo) mit Tony Stark in einer Post-Credit-Szene zu sehen, in der Stark von seinen geheimen Ängsten erzählt, als wäre er in einer Art Gesprächstherapie, woraufhin Banner sarkastisch sagt, dass er nicht diese Art von Doktor sei und für so etwas nicht die Gemütsverfassung habe.
In Avengers: Age of Ultron schlüpft Mark Ruffalo erneut in die Rolle des unglaublichen Hulks, kämpft dabei erneut an der Seite der Avengers und wendet sich gegen Ende des Films von ihnen ab, um seine Freunde und besonders Black Widow, der er im Laufe der Ereignisse sehr nahegekommen ist, vor seiner unkontrollierbaren Wut zu schützen.
William Hurt alias Lieutenant General Thaddeus Ross ist innerhalb des „Marvel Cinematic Universe“ seit „Der unglaubliche Hulk“, erstmals wieder im Film The First Avenger: Civil War zu sehen. Mittlerweile hat er die Stelle des Außenministers der Vereinigten Staaten inne und ist nicht auf der Jagd nach Bruce Banner, sondern muss den Avengers begreiflich machen, dass sie als Superhelden nicht länger als Privatorganisation agieren können, sondern vor der UN Rechenschaft ablegen müssen. Während eines Gesprächs mit Captain America & Co., fragt Thaddeus Ross nach dem im Allgemeinen ungewissen Aufenthalt von Bruce Banner und Thor und sagt, dass er, wenn er zwei Nuklearsprengköpfe verlegt hätte, ebenfalls mit Konsequenzen rechnen müsse.
Im Film Thor: Tag der Entscheidung (2017) wird der Verbleib von Hulk alias Bruce Banner geklärt: Er ist mit einem Jet auf einem extrasolaren, besiedelten Planeten gelandet und wird vom dortigen Regime als eine Art Gladiator benutzt, um das Volk bei Laune zu halten. Die Identität von Bruce Banner geht dabei fast verloren, da sich Hulk über zwei Jahre lang nicht zurückverwandelt hat. Sein Schicksal wird jedoch durch Thor abgewendet, der ebenfalls auf dem Planeten strandet und zunächst gegen Hulk kämpfen soll. Nach kurzer Zeit gelingt es Thor, Hulk wieder an seine Identität als Bruce Banner zu erinnern, und gemeinsam befreien sie sich und retten Thors Heimat ‘Asgard’. Nachdem dieses im Finale des Films zerstört wird, begeben sich seine Bewohner an Thors Seite auf zur Erde, wobei sie von Banner begleitet werden. Im Film Avengers: Infinity War, der im Frühjahr 2018 erschien, kehrte Hulk wieder auf die Erde zurück, um mit den Avengers, Doctor Strange, den Guardians of the Galaxy und den Streitkräften Wakandas (siehe Black Panther) die Welt gegen den kosmischen Gegner „Thanos“ zu verteidigen. Nachdem dieser das Schiff der Asen zerstört hat, schickt Heimdall Hulk mit Hilfe des Bifröst auf die Erde zurück, wo er im New Yorker Tempel von Doctor Strange landet. In New York kämpft er als Bruce Banner mit Iron Man, der kurz vorher von Thanos erfuhr, Spider-Man und Dr. Strange gegen die Handlanger von Thanos, die auf der Suche nach dem Zeitstein sind, der sich im Besitz von Strange befindet. Nachdem Iron Man, Strange und Spider-Man, auf Thanos’ Schiff Richtung Titan fliegen, begibt sich Banner mit den verbliebenen Avengers nach Wakanda, damit Vision dort der Gedankenstein entfernt werden kann. Da dies länger dauert und Thanos mittlerweile alle weiteren Steine besitzt, kommt es zu einer Schlacht im Königreich Wakanda. Banner, der nicht in der Lage ist, sich in Hulk zu verwandeln, kämpft im von Tony Stark entwickelten „Hulkbuster“ (erstmals in Age of Ultron zu sehen). Nachdem Thanos alle Steine in seinen Besitz bringen konnte und die Hälfte aller Lebewesen im Universum auslöscht, ist Banner einer der überlebenden Avengers. Hulk und Thaddeus Ross waren in Avengers: Endgame erneut zu sehen.
Captain America: Brave New World (2025) greift 17 Jahre später verstärkt auf die Handlung von Der unglaubliche Hulk zurück. Insbesondere spielt hier das Schicksal von Samuel Sterns nach seinem Kontakt mit Banners Blut und seine Manipulation von Thaddeus Ross eine Rolle, welcher zu Beginn des Films zum US-Präsidenten gewählt wurde. Ross ist hierbei abhängig von einem von Sterns hergestellten Medikament gegen seine Herzschwäche (bereits in Civil War erwähnt er einen Herzinfarkt gehabt zu haben), welches Sterns jedoch mit Gammastrahlung kontaminiert hat, die Ross schließlich die Kontrolle verlieren und zum "Roten Hulk" werden lässt. Ross hat sich mit seiner Tochter Betty zerstritten, die ihn aber am Ende der Handlung im Raft Gefängnis besucht. Tim Blake Nelson und Liv Tyler sind dabei in ihren Rollen von 2008 nochmals zu sehen, während Harrison Ford erstmals den 2022 verstorbenen William Hurt als US-Präsident Thaddeus Ross ersetzt. 